# История версий Ubuntu
Ubuntu («Убу́нту») — свободная операционная система для персональных компьютеров, нетбуков, рабочих станций и серверов. Является одним из самых популярных дистрибутивов Linux.
Новая версия системы выходит раз в полгода, в апреле и в октябре. Дата выхода выбирается таким образом, чтобы он состоялся примерно через месяц после выхода новой версии GNOME, благодаря чему каждая новая версия Ubuntu обычно содержит новейшие версии GNOME и X.org.
Все версии Ubuntu делятся на две категории: «обычные» и LTS (англ. Long-Term Support). Срок поддержки «обычных» версий составляет 9 месяцев. Для LTS-версий, выпускаемых раз в два года, обновления пакетов предоставляются в течение пяти лет после релиза, с возможностью получения платной технической поддержки от Canonical; кроме того, для этих версий предусмотрен дополнительный период платного получения «обновлений безопасности», закрывающих выявленные уязвимости (англ. Extended Security Maintenance, ESM).
Номера версий Ubuntu соответствуют датам их выхода. Первая часть номера — это две последние цифры года выхода, вторая часть — порядковый номер месяца. Например, версия Ubuntu 13.04 означает, что она вышла в апреле 2013 года. Canonical периодически выпускает обновлённые сборки LTS-версий, отличающиеся дополнительной цифрой после номера версии.
Кодовые имена новых выпусков составляются из прилагательных и начинающихся на ту же букву названий животных-маскотов. Они выбираются в алфавитном порядке, что упрощает распознавание номеров версий по кодовым именам.

## Выпуски
Каждый релиз имеет кодовое имя и версию, основанную на годе и месяце выхода. Кодовые имена версий состоят из двух английских слов: прилагательного и названия животного, начинающихся на одну и ту же букву. Начиная с 6.06 LTS Dapper Drake, первые буквы слов кодового имени меняются в соответствии с латинским алфавитом.
| Версия      | Дата выхода      | Кодовое имя       | Кодовое имя по-русски                                                                     | Окончание поддержки                                               | Версия ядра Linux по умолчанию и доступные при обновлении из официальных источников и зеркал официальных источников. |
| ----------- | ---------------- | ----------------- | ----------------------------------------------------------------------------------------- | ----------------------------------------------------------------- | --- |
| 4.10        | 20 октября 2004  | Warty Warthog     | Бдительный бородавочник                                                                   | 30 апреля 2006                                                    | 2.6.9 |
| 5.04        | 8 апреля 2005    | Hoary Hedgehog    | Седой ёжик                                                                                | 31 октября 2006                                                   | 2.6.11 |
| 5.10        | 13 октября 2005  | Breezy Badger     | Бодрый барсук                                                                             | 13 апреля 2007                                                    | 2.6.13 |
| 6.06 LTS    | 1 июня 2006      | Dapper Drake      | Сметливый селезень                                                                        | 14 июля 2009 (для рабочих станций) июнь 2011 (серверная версия)   | 2.6.15 |
| 6.06.1 LTS  | 10 августа 2006  | Dapper Drake      | Сметливый селезень                                                                        | 14 июля 2009 (для рабочих станций) июнь 2011 (серверная версия)   | 2.6.15 |
| 6.06.2 LTS  | 21 января 2008   | Dapper Drake      | Сметливый селезень                                                                        | 14 июля 2009 (для рабочих станций) июнь 2011 (серверная версия)   | 2.6.15 |
| 6.10        | 26 октября 2006  | Edgy Eft          | Торопливый тритон                                                                         | 25 апреля 2008                                                    | 2.6.18 |
| 7.04        | 19 апреля 2007   | Feisty Fawn       | Отважный оленёнок                                                                         | 19 октября 2008                                                   | 2.6.19 |
| 7.10        | 18 октября 2007  | Gutsy Gibbon      | Геройский гиббон                                                                          | 18 апреля 2009                                                    | 2.6.20 |
| 8.04 LTS    | 24 апреля 2008   | Hardy Heron       | Цепкая цапля                                                                              | 12 мая 2011 (для рабочих станций) 9 мая 2013 (серверная версия)   | 2.6.24 |
| 8.04.1 LTS  | 3 июля 2008      | Hardy Heron       | Цепкая цапля                                                                              | 12 мая 2011 (для рабочих станций) 9 мая 2013 (серверная версия)   | 2.6.24 |
| 8.04.2 LTS  | 22 января 2009   | Hardy Heron       | Цепкая цапля                                                                              | 12 мая 2011 (для рабочих станций) 9 мая 2013 (серверная версия)   | 2.6.24 |
| 8.04.3 LTS  | 16 июля 2009     | Hardy Heron       | Цепкая цапля                                                                              | 12 мая 2011 (для рабочих станций) 9 мая 2013 (серверная версия)   | 2.6.24 |
| 8.04.4 LTS  | 28 января 2010   | Hardy Heron       | Цепкая цапля                                                                              | 12 мая 2011 (для рабочих станций) 9 мая 2013 (серверная версия)   | 2.6.24 |
| 8.10        | 30 октября 2008  | Intrepid Ibex     | Калёный козерог                                                                           | 30 апреля 2010                                                    | 2.6.27 |
| 9.04        | 23 апреля 2009   | Jaunty Jackalope  | Задорный зайцелоп                                                                         | 23 октября 2010                                                   | 2.6.28 |
| 9.10        | 29 октября 2009  | Karmic Koala      | Кармическая коала                                                                         | 29 апреля 2011                                                    | 2.6.31 |
| 10.04 LTS   | 29 апреля 2010   | Lucid Lynx        | Рассветная рысь (варианты перевода: «светлая», «ясная», «понятная», «прозрачная» и т. д.) | 9 мая 2013(для рабочих станций) 30 апреля 2015 (серверная версия) | 2.6.32 |
| 10.04.1 LTS | 17 августа 2010  | Lucid Lynx        | Рассветная рысь (варианты перевода: «светлая», «ясная», «понятная», «прозрачная» и т. д.) | 9 мая 2013(для рабочих станций) 30 апреля 2015 (серверная версия) | 2.6.32 |
| 10.04.2 LTS | 18 февраля 2011  | Lucid Lynx        | Рассветная рысь (варианты перевода: «светлая», «ясная», «понятная», «прозрачная» и т. д.) | 9 мая 2013(для рабочих станций) 30 апреля 2015 (серверная версия) | 2.6.32 |
| 10.04.3 LTS | 20 июля 2011     | Lucid Lynx        | Рассветная рысь (варианты перевода: «светлая», «ясная», «понятная», «прозрачная» и т. д.) | 9 мая 2013(для рабочих станций) 30 апреля 2015 (серверная версия) | 2.6.32 |
| 10.04.4 LTS | 16 февраля 2012  | Lucid Lynx        | Рассветная рысь (варианты перевода: «светлая», «ясная», «понятная», «прозрачная» и т. д.) | 9 мая 2013(для рабочих станций) 30 апреля 2015 (серверная версия) | 2.6.32 |
| 10.10       | 10 октября 2010  | Maverick Meerkat  | Инакомыслящий сурикат / Мигрирующий мангуст                                               | 10 апреля 2012                                                    | 2.6.35 |
| 11.04       | 28 апреля 2011   | Natty Narwhal     | Нарядный нарвал                                                                           | 28 октября 2012                                                   | 2.6.38 |
| 11.10       | 13 октября 2011  | Oneiric Ocelot    | Мечтательный оцелот                                                                       | 9 мая 2013                                                        | 3.0.4 |
| 12.04 LTS   | 26 апреля 2012   | Precise Pangolin  | Педантичный панголин                                                                      | Публичной — 25 апреля 2017 года, приватной — апрель 2019          | 3.2 |
| 12.04.1 LTS | 24 августа 2012  | Precise Pangolin  | Педантичный панголин                                                                      | Публичной — 25 апреля 2017 года, приватной — апрель 2019          | 3.2 |
| 12.04.2 LTS | 14 февраля 2013  | Precise Pangolin  | Педантичный панголин                                                                      | 17 августа 2014 года                                              | 3.5 |
| 12.04.3 LTS | 23 августа 2013  | Precise Pangolin  | Педантичный панголин                                                                      | 17 августа 2014 года                                              | 3.8 |
| 12.04.4 LTS | 6 февраля 2014   | Precise Pangolin  | Педантичный панголин                                                                      | 17 августа 2014 года                                              | 3.11 |
| 12.04.5 LTS | 7 августа 2014   | Precise Pangolin  | Педантичный панголин                                                                      | Публичной — 25 апреля 2017 года, приватной — апрель 2019          | 3.13 |
| 12.10       | 18 октября 2012  | Quantal Quetzal   | Квантовый кетцаль/квезаль                                                                 | 16 мая 2014                                                       | 3.5 |
| 13.04       | 25 апреля 2013   | Raring Ringtail   | Нетерпеливый какомицли                                                                    | 27 января 2014                                                    | 3.8 |
| 13.10       | 17 октября 2013  | Saucy Salamander  | Дерзкая саламандра                                                                        | 17 июля 2014                                                      | 3.11 |
| 14.04 LTS   | 17 апреля 2014   | Trusty Tahr       | Надёжный тар                                                                              | Публичной — 25 апреля 2019, приватной — в апреле 2026.            | 3.13 |
| 14.04.1 LTS | 24 июля 2014     | Trusty Tahr       | Надёжный тар                                                                              | Публичной — 25 апреля 2019, приватной — в апреле 2026.            | 3.13 |
| 14.04.2 LTS | 20 февраля 2015  | Trusty Tahr       | Надёжный тар                                                                              | 4 августа 2016                                                    | 3.16 |
| 14.04.3 LTS | 6 августа 2015   | Trusty Tahr       | Надёжный тар                                                                              | 4 августа 2016                                                    | 3.19 |
| 14.04.4 LTS | 18 февраля 2016  | Trusty Tahr       | Надёжный тар                                                                              | 4 августа 2016                                                    | 4.2 |
| 14.04.5 LTS | 4 августа 2016   | Trusty Tahr       | Надёжный тар                                                                              | Публичной — 25 апреля 2019, приватной — в апреле 2026.            | 4.4 |
| 14.04.6 LTS | 7 марта 2019     | Trusty Tahr       | Надёжный тар                                                                              | Публичной — 25 апреля 2019, приватной — в апреле 2026.            | 4.4 |
| 14.10       | 23 октября 2014  | Utopic Unicorn    | Утопический единорог                                                                      | 23 июля 2015                                                      | 3.16 |
| 15.04       | 23 апреля 2015   | Vivid Vervet      | Яркая верветка                                                                            | 4 февраля 2016                                                    | 3.19 |
| 15.10       | 22 октября 2015  | Wily Werewolf     | Хитрый оборотень                                                                          | 22 июля 2016                                                      | 4.2 |
| 16.04 LTS   | 21 апреля 2016   | Xenial Xerus      | Гостеприимная (Земляная) белка / Странноприимный суслик                                   | Публичной — в апреле 2021 года, приватной — в апреле 2028 года    | 4.4 |
| 16.04.1 LTS | 21 июля 2016     | Xenial Xerus      | Гостеприимная (Земляная) белка / Странноприимный суслик                                   | Публичной — в апреле 2021 года, приватной — в апреле 2028 года    | 4.4 |
| 16.04.2 LTS | 17 февраля 2017  | Xenial Xerus      | Гостеприимная (Земляная) белка / Странноприимный суслик                                   | Август 2017                                                       | 4.8 |
| 16.04.3 LTS | 3 августа 2017   | Xenial Xerus      | Гостеприимная (Земляная) белка / Странноприимный суслик                                   | Февраль 2018                                                      | 4.10 |
| 16.04.4 LTS | 1 марта 2018     | Xenial Xerus      | Гостеприимная (Земляная) белка / Странноприимный суслик                                   | Август 2018                                                       | 4.13 |
| 16.04.5 LTS | 2 августа 2018   | Xenial Xerus      | Гостеприимная (Земляная) белка / Странноприимный суслик                                   | Публичной — в апреле 2021 года, приватной — в апреле 2028 года    | 4.15 |
| 16.04.6 LTS | 28 февраля 2019  | Xenial Xerus      | Гостеприимная (Земляная) белка / Странноприимный суслик                                   | Публичной — в апреле 2021 года, приватной — в апреле 2028 года    | 4.15 |
| 16.04.7 LTS | 10 августа 2020  | Xenial Xerus      | Гостеприимная (Земляная) белка / Странноприимный суслик                                   | Публичной — в апреле 2021 года, приватной — в апреле 2028 года    | 4.15 |
| 16.10       | 13 октября 2016  | Yakkety Yak       | Болтливый як                                                                              | 20 июля 2017                                                      | 4.8 |
| 17.04       | 13 апреля 2017   | Zesty Zapus       | Пикантный полутушканчик                                                                   | 13 января 2018                                                    | 4.10 |
| 17.10       | 19 октября 2017  | Artful Aardvark   | Ловкий трубкозуб                                                                          | 19 июля 2018                                                      | 4.13 |
| 17.10.1     | 12 января 2018   | Artful Aardvark   | Ловкий трубкозуб                                                                          | 19 июля 2018                                                      | 4.13 |
| 18.04 LTS   | 26 апреля 2018   | Bionic Beaver     | Бионический бобр                                                                          | Публичной — в апреле 2023 года, приватной — в апреле 2030 года.   | 4.15 |
| 18.04.1 LTS | 26 июля 2018     | Bionic Beaver     | Бионический бобр                                                                          | Публичной — в апреле 2023 года, приватной — в апреле 2030 года.   | 4.15 |
| 18.04.2 LTS | 15 февраля 2019  | Bionic Beaver     | Бионический бобр                                                                          | Август 2019                                                       | 4.18 |
| 18.04.3 LTS | 8 августа 2019   | Bionic Beaver     | Бионический бобр                                                                          | Февраль 2020                                                      | 5.0 |
| 18.04.4 LTS | 12 февраля 2020  | Bionic Beaver     | Бионический бобр                                                                          | Август 2020                                                       | 5.3 |
| 18.04.5 LTS | 13 августа 2020  | Bionic Beaver     | Бионический бобр                                                                          | Публичной — в апреле 2023 года, приватной — в апреле 2030 года.   | 5.4 |
| 18.04.6 LTS | 21 сентября 2021 | Bionic Beaver     | Бионический бобр                                                                          | Публичной — в апреле 2023 года, приватной — в апреле 2030 года.   | 5.4 |
| 18.10       | 18 октября 2018  | Cosmic Cuttlefish | Космическая каракатица                                                                    | 18 июля 2019                                                      | 4.18 |
| 19.04       | 18 апреля 2019   | Disco Dingo       | Дискотечная динго                                                                         | 23 января 2020                                                    | 5.0 |
| 19.10       | 17 октября 2019  | Eoan Ermine       | Рассветный горностай                                                                      | Июль 2020                                                         | 5.3 |
| 20.04 LTS   | 23 апреля 2020   | Focal Fossa       | Сосредоточенная фосса                                                                     | Публичной — в апреле 2025 года, приватной — в апреле 2032 года.   | 5.4 |
| 20.04.1 LTS | 6 августа 2020   | Focal Fossa       | Сосредоточенная фосса                                                                     | Публичной — в апреле 2025 года, приватной — в апреле 2032 года.   | 5.4 |
| 20.04.2 LTS | 4 февраля 2021   | Focal Fossa       | Сосредоточенная фосса                                                                     | Август 2021                                                       | 5.8 |
| 20.04.3 LTS | 26 августа 2021  | Focal Fossa       | Сосредоточенная фосса                                                                     | Февраль 2022                                                      | 5.11 |
| 20.04.4 LTS | 24 февраля 2022  | Focal Fossa       | Сосредоточенная фосса                                                                     | Сентябрь 2022                                                     | 5.13 |
| 20.04.5 LTS | 1 сентября 2022  | Focal Fossa       | Сосредоточенная фосса                                                                     | Публичной — в апреле 2025 года, приватной — в апреле 2032 года.   | 5.15 |
| 20.04.6 LTS | 16 марта 2023    | Focal Fossa       | Сосредоточенная фосса                                                                     | Публичной — в апреле 2025 года, приватной — в апреле 2032 года.   | 5.15 |
| 20.10       | 22 октября 2020  | Groovy Gorilla    | Крутая горилла                                                                            | Июль 2021                                                         | 5.8 |
| 21.04       | 22 апреля 2021   | Hirsute Hippo     | Косматый гиппопотам                                                                       | Январь 2022                                                       | 5.11 |
| 21.10       | 14 октября 2021  | Impish Indri      | Озорной индри                                                                             | Июль 2022                                                         | 5.13 |
| 22.04 LTS   | 21 апреля 2022   | Jammy Jellyfish   | Везучая медуза                                                                            | Публичной — в апреле 2027 года, приватной — в апреле 2034 года.   | 5.15 |
| 22.04.1 LTS | 11 августа 2022  | Jammy Jellyfish   | Везучая медуза                                                                            | Публичной — в апреле 2027 года, приватной — в апреле 2034 года.   | 5.15 |
| 22.04.2 LTS | 23 февраля 2023  | Jammy Jellyfish   | Везучая медуза                                                                            | Август 2023                                                       | 5.19 |
| 22.04.3 LTS | 10 августа 2023  | Jammy Jellyfish   | Везучая медуза                                                                            | Февраль 2024                                                      | 6.2 |
| 22.04.4 LTS | 22 февраля 2024  | Jammy Jellyfish   | Везучая медуза                                                                            | 29 августа 2024 г.                                                | 6.5 |
| 22.04.5 LTS | 29 августа 2024  | Jammy Jellyfish   | Везучая медуза                                                                            | Публичной — в апреле 2027 года, приватной — в апреле 2034 года.   | 6.8 |
| 22.10       | 20 октября 2022  | Kinetic Kudu      | Кинетический куду                                                                         | Июль 2023                                                         | 5.19 |
| 23.04       | 20 апреля 2023   | Lunar Lobster     | Лунный омар                                                                               | Январь 2024                                                       | 6.2 |
| 23.10       | 12 октября 2023  | Mantic Minotaur   | Мантический минотавр                                                                      | Июль 2024                                                         | 6.5 |
| 23.10.1     | 16 октября 2023  | Mantic Minotaur   | Мантический минотавр                                                                      | Июль 2024                                                         | 6.5 |
| 24.04 LTS   | 25 апреля 2024   | Noble Numbat      | Благородный намбат                                                                        | Публичной — в апреле 2029 года, приватной — в апреле 2036 года.   | 6.8 |
| 24.04.1 LTS | 29 сентября 2024 | Noble Numbat      | Благородный намбат                                                                        | Публичной — в апреле 2029 года, приватной — в апреле 2036 года.   | 6.8 |
| 24.04.2 LTS | 20 февраля 2025  | Noble Numbat      | Благородный намбат                                                                        | Август 2025                                                       | 6.11 |
| 24.10       | 10 октября 2024  | Oracular Oriole   | Предвещающая иволга                                                                       | Июль 2025                                                         | 6.11 |
| 25.04       | 17 апреля 2025   | Plucky Puffin     | Отважный ту́пик                                                                            | Январь 2026                                                       | 6.14 |
| 25.10       | 9 октября 2025   | Questing Quokka   | Ищущая квокка                                                                             | Июль 2026                                                         | Неизвестно |

Условные обозначения
 Не поддерживается
 Не поддерживается (для LTS версий)
 Закрытая приватная индивидуальная поддержка ESM
 Поддерживается
 Текущая версия
 Ежедневные тестовые  сборки
 Будущая версия
Релизы, помеченные как LTS (англ. Long Term Support; «поддержка в течение длительного периода») поддерживаются Canonical дольше, чем большинство релизов Ubuntu: публичная поддержка доступна всем пользователям, приватная — по подписке. Обновление пакетов, начиная с версии 12.04, запланировано в течение пяти лет (до этой версии обновления выходили в течение трёх лет для пользовательских версий LTS и пяти лет для серверных LTS), с платной технической поддержкой от Canonical на этот период. Также периодически выпускаются обновлённые релизы LTS-версий, имеющие то же кодовое имя, но отличающиеся дополнительной цифрой после номера версии. К версии 6.06 Dapper Drake вышло два таких обновления. Обновления версии 8.04 Hardy Heron выходили более регулярно — приблизительно раз в полгода; для данной версии вышло четыре обновления. Для версии 10.04 Lucid Lynx также вышло 4 обновления — последний доступный образ имеет версию 10.04.4. Для версии 12.04 Precise Pangolin выпущено 5 обновлений, последняя официальная сборка имеет версию 12.04.5, поддержка осуществлялась в полном объёме до апреля 2017. Текущим LTS-релизом является Ubuntu 22.04 LTS. Начиная с версии 13.04 Raring Ringtail, поддержка для рядовых (не LTS) релизов составляет 9 месяцев вместо 18.

## Описание версий

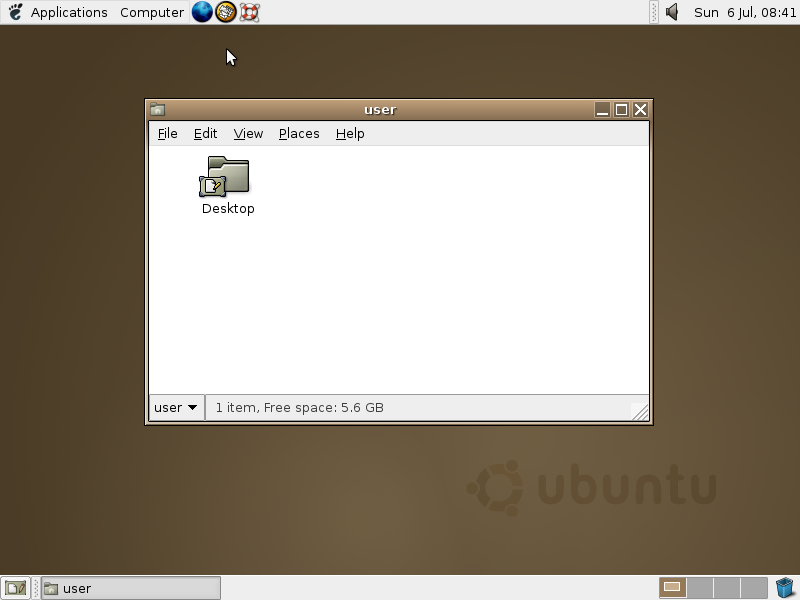
Ubuntu 4.10
«Warty Warthog»

### 4.10
Ubuntu 4.10 «Warty Warthog» (рус. «Бородавчатый Бородавочник») вышла в свет 20 октября 2004 года, и стала первой версией Ubuntu Linux, основанной на Debian GNU/Linux. Уже тогда было принято решение выпускать новые версии каждые 6 месяцев. Ubuntu 4.10 была первой версией, которую можно было бесплатно заказать через сервис ShipIt почтовой доставкой на компакт-диске.
Ubuntu 4.10 была выпущена в трёх вариантах: для 32-битных и 64-битных процессоров архитектуры Intel x86 и для 32-битных процессоров архитектуры PowerPC, использовавшихся в компьютерах Apple того времени. В дополнение в установочным дистрибутивам был выпущен Live CD. Ubuntu 4.10 использовала ядро Linux версии 2.6.8 и XFree86 4.3. В комплекте с настольной версией поставлялись приложения GNOME 2.8, OpenOffice.org 1.1, Mozilla Firefox 0.9, GIMP 2.0 и Gaim 1.0. Серверный вариант включал такое программное обеспечение, как MySQL 4.0, PHP 4.3 и Python 2.3.
Поддержка Ubuntu 4.10 была завершена 30 апреля 2006 года.

### 5.04

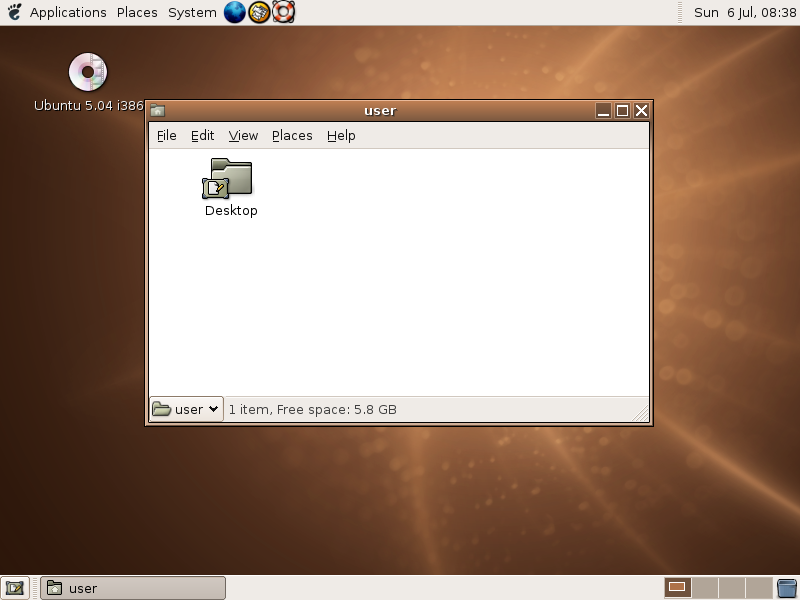
Ubuntu 5.04
«Hoary Hedgehog»

Ubuntu 5.04 «Hoary Hedgehog» (рус. «Седой Ёжик») вышла 8 апреля 2005 года, и стала второй версией Ubuntu. В этой версии UTF-8 стала кодировкой по умолчанию. Ubuntu 5.04 включала много новшеств, среди которых менеджер обновлений, upgrade notifier, readahead, grepmap, а также поддержку suspend, hibernate и standby, динамическое изменение частоты работы процессора, Ubuntu hardware database и аутентификацию APT.
В настольной версии дистрибутива содержались Gaim 1.1, GIMP 2.2, GNOME 2.10, Mozilla Firefox 1.0 и OpenOffice.org 1.1. Серверная версия включала в себя MySQL 4.0, PHP 4.3 и Python 2.4. Ubuntu 5.04 использовал ядро Linux версии 2.6.10 и X.Org 6.8.
Обновления для этой версии перестали выпускаться 31 октября 2006 года.

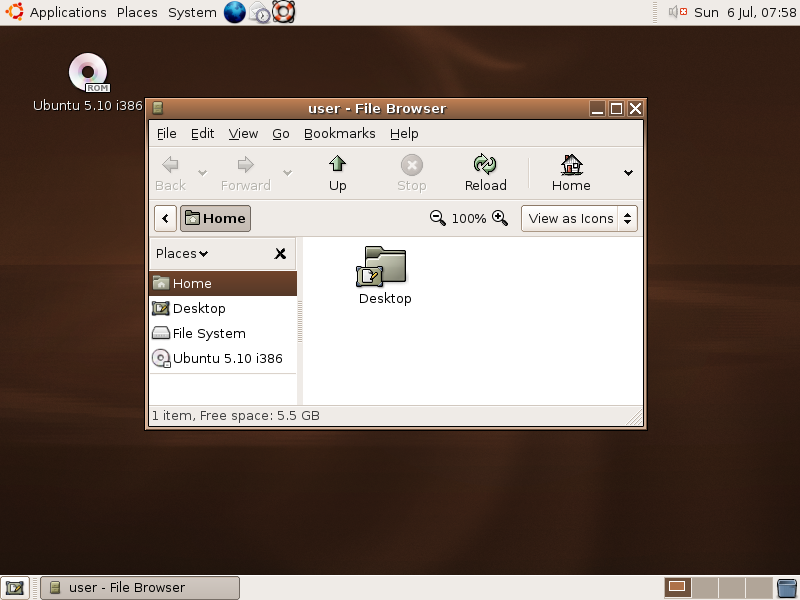
Ubuntu 5.10
«Breezy Badger»

### 5.10
Ubuntu 5.10 «Breezy Badger» (рус. «Юный Барсук») вышла 13 октября 2005 года, став третьей версией Ubuntu. В Ubuntu 5.10 появилось немало новинок, например, графический загрузчик Usplash, утилита для управления программным обеспечением, редактор меню Alacarte, средства для лёгкой смены языка интерфейса, поддержка управления логическими томами, полная поддержка принтеров HP, интегрированный Launchpad для передачи сообщений об ошибках и новинках программного обеспечения.
Ubuntu 5.10 основана на ядре Linux 2.6.12 и X.Org 6.8. В настольную версию также вошли Gaim 1.5, GIMP 2.2, GNOME 2.12, Mozilla Firefox 1.0 и OpenOffice.org 1.9. Серверная содержала MySQL 4.1, PHP 5.0 и Python 2.4.
Выпуск обновлений для Ubuntu 5.10 завершился 13 апреля 2007 года.

### 6.06 LTS

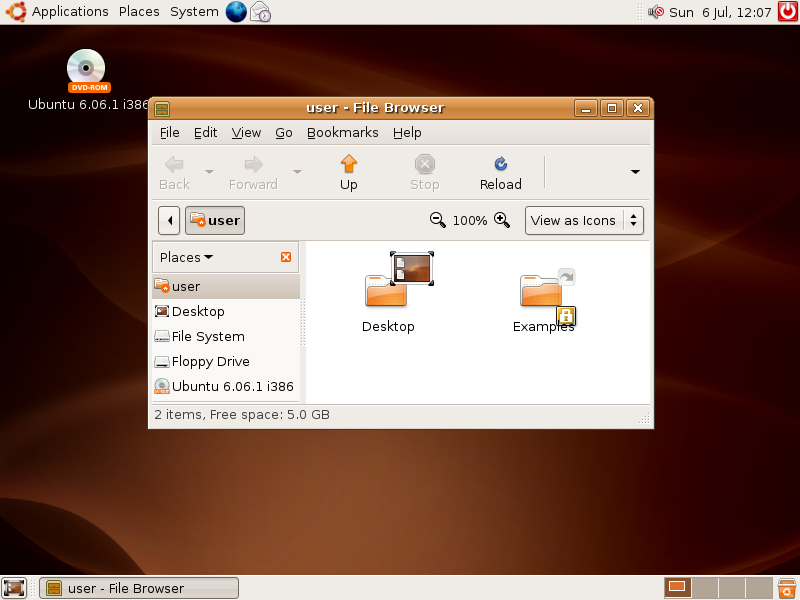
Ubuntu 6.06 LTS
«Dapper Drake»

Ubuntu 6.06 LTS «Dapper Drake» (рус. «Щеголеватый Селезень») вышла 1 июня 2006 года, став четвёртым выпуском дистрибутива Ubuntu и первым, помеченным как LTS (англ. Long-Term Support — долгосрочная поддержка). Выпуск этой версии был запланирован на апрель 2006 года, и она должна была получить номер 6.04, но разработчикам не удалось уложиться в шестимесячный срок, и выпуск был отложен до июня. Ubuntu 6.06 LTS включала в себя множество новинок, в том числе графический установщик Ubiquity, Usplash во время выключения системы, Network Manager для лёгкой настройки сети, стиль оформления Humanlooks (созданный в соответствии с принципами проекта Tango), а также графический установщик deb-пакетов GDebi. Начиная с этой версии, режим запуска Live-сессии интегрирован в установочный образ (ранее эти образы выпускались по отдельности). В Ubuntu 6.06 LTS также впервые появилась возможность установки на сменные USB-устройства.
В desktop-версию были включены также Gaim 1.5, GIMP 2.2, GNOME 2.14, Mozilla Firefox 1.5 и OpenOffice.org 2.0. Серверная версия поставлялась с MySQL 5.0, PHP 5.1 и Python 2.4. Ubuntu 6.06 LTS содержала ядро Linux 2.6.15 и X.Org версии 7.0.
Официальная поддержка десктопной версии Ubuntu 6.06 LTS завершилась 14 июля 2009 года. Для серверной версии обновления выпускались до 1 июня 2011 года.

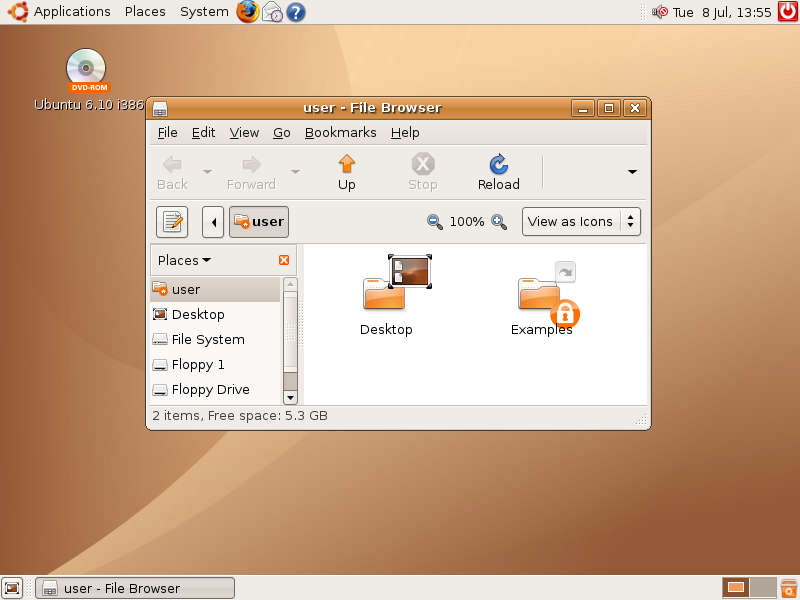
Ubuntu 6.10
«Edgy Eft»

### 6.10
Ubuntu 6.10 «Edgy Eft» (рус. «Нетерпеливый Тритон») вышла 26 октября 2006 года, став пятым выпуском Ubuntu Linux. К Ubuntu 6.10 добавили целый ряд новых возможностей, среди которых: обновлённая тема оформления Human, система инициализации Upstart, автоматическое создание отчётов при падении системы (Apport), приложение Tomboy для создания заметок, а также менеджер F-spot для управления фотографиями. Программа EasyUbuntu от сторонних разработчиков, разработанная для того, чтобы сделать Ubuntu проще и удобнее в использовании, также была добавлена в состав Ubuntu 6.10 в качестве метапакета.
Для настольной версии вышли также Gaim 2.0, GIMP 2.2, GNOME 2.16, Mozilla Firefox 2.0 и OpenOffice.org 2.0. Серверная версия включала в себя MySQL 5.0, PHP 5.1 и Python 2.4. Ubuntu 6.10 основана на ядре Linux версии 2.6.17 и X.Org 7.1.
Поддержка Ubuntu 6.10 продолжалась до 25 апреля 2008 года.

### 7.04

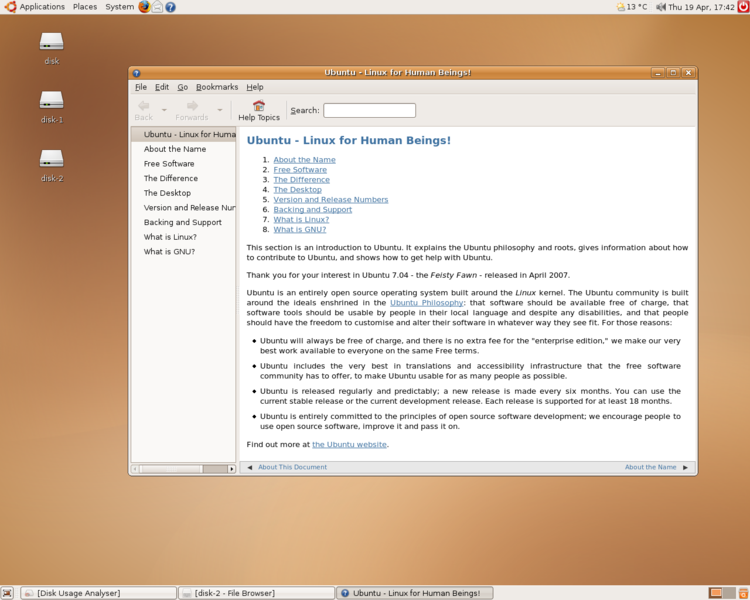
Ubuntu 7.04
«Feisty Fawn»

Ubuntu 7.04 «Feisty Fawn» (рус. «Решительный Оленёнок») вышла 19 апреля 2007 года, став шестым выпуском Ubuntu Linux. Ubuntu 7.04 содержала ряд новинок, среди которых поддержка виртуализации KVM, GNOME Control Center, Compiz, автоматизированная установка проприетарных драйверов и аудио- и видеокодеков «в один клик», поддержка WPA, анализатор использования свободного пространства на жёстких дисках (Baobab), поддержка Zeroconf для многих устройств, а также установщик Wubi для Microsoft Windows.
Для настольной версии вышли также Pidgin 2.0, GIMP 2.2, GNOME 2.18, Mozilla Firefox 2.0 и OpenOffice.org 2.2. Серверная версия включала в себя MySQL 5.0, PHP 5.2 и Python 2.5. Ubuntu 7.04 использовала ядро Linux 2.6.20 и X.Org 7.2.
Выпуск обновлений для Ubuntu 7.04 завершился 19 октября 2008 года.

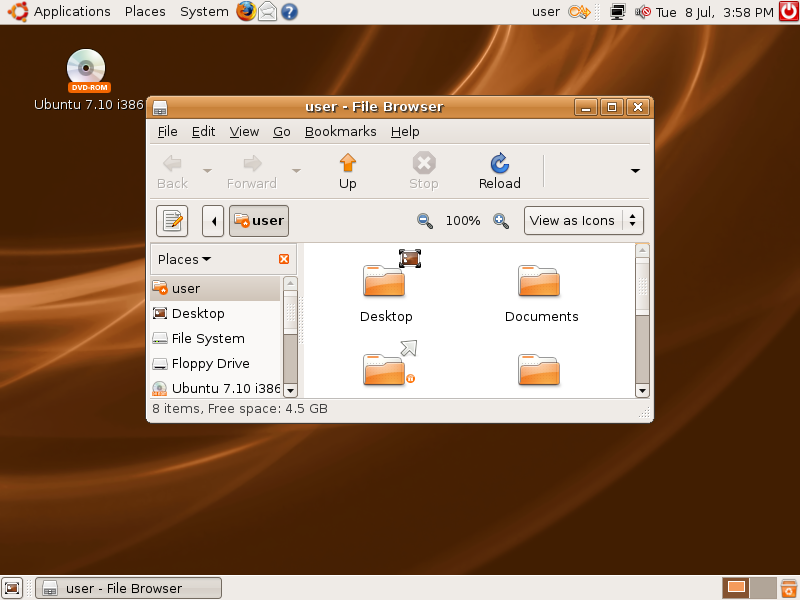
Ubuntu 7.10
«Gutsy Gibbon»

### 7.10
Ubuntu 7.10 «Gutsy Gibbon» (рус. «Отважный Гиббон») вышла 18 октября 2007 года, став седьмым выпуском Ubuntu Linux. Ubuntu 7.10 включала множество обновлений, среди которых полная поддержка файловой системы NTFS благодаря NTFS-3G, каркас безопасности AppArmor, быстрый поиск, менеджер дополнений для Mozilla Firefox (Ubufox), графическая утилита для управления X.org. Compiz Fusion был включён по умолчанию.
Для настольной версии вышли также Pidgin 2.2, GIMP 2.4, GNOME 2.20, Mozilla Firefox 2.0 и OpenOffice.org 2.3. Серверная версия включала в себя MySQL 5.0, PHP 5.2 и Python 2.5. Ubuntu 7.10 основана на ядре Linux версии 2.6.22 и X.Org версии 7.2.
Поддержка Ubuntu 7.10 была завершена 18 апреля 2009 года.

### 8.04 LTS

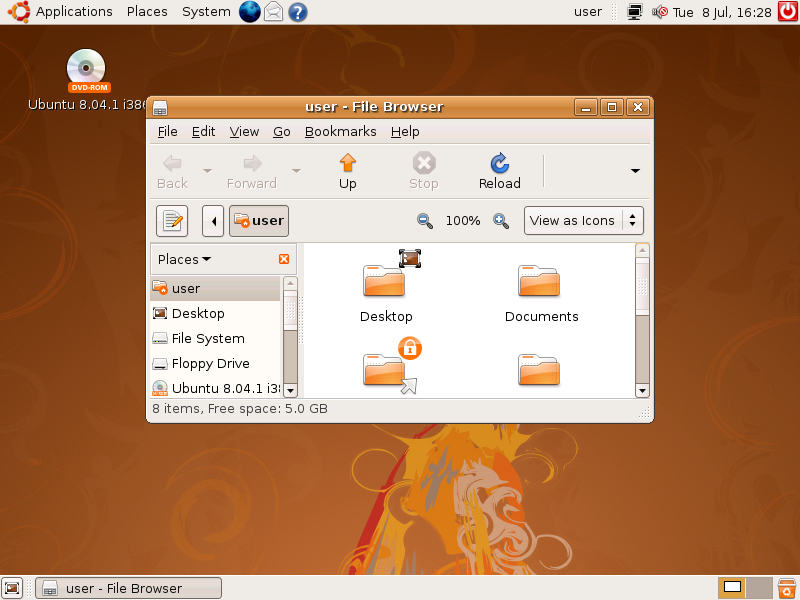
Ubuntu 8.04 LTS
«Hardy Heron»

Ubuntu 8.04 LTS «Hardy Heron» (рус. «Выносливая Цапля») вышла 24 апреля 2008 года, став восьмым выпуском Ubuntu Linux, и вторым, помеченным как LTS. Ubuntu 8.04 LTS содержала ряд новинок, среди которых средство поиска Tracker, программа для записи CD- и DVD-дисков Brasero, BitTorrent-клиент Transmission, VNC-клиент Vinagre, Uncomplicated Firewall для настройки брандмауэра, воспроизведение системных звуков через PulseAudio, немало усовершенствований для Compiz. Ubuntu 8.04 LTS была первой версией, содержавшей на Live CD установщик Wubi, который позволяет установить Ubuntu одним файлом на жёстком диске с Microsoft Windows, не форматируя жёсткий диск.
Для настольной версии вышли также Pidgin 2.4, GIMP 2.4, GNOME 2.22, Mozilla Firefox 3.0 beta 5 (позднее было обновлено до 3.0) и OpenOffice.org 2.4. Серверная версия включала в себя MySQL 5.0, PHP 5.2 и Python 2.5. Ubuntu 8.04 LTS основана на ядре Linux версии 2.6.24 и X.Org 7.3.
Поддержка настольной версии дистрибутива закончилась 12 мая 2011 года, а серверной — 9 мая 2013 года.

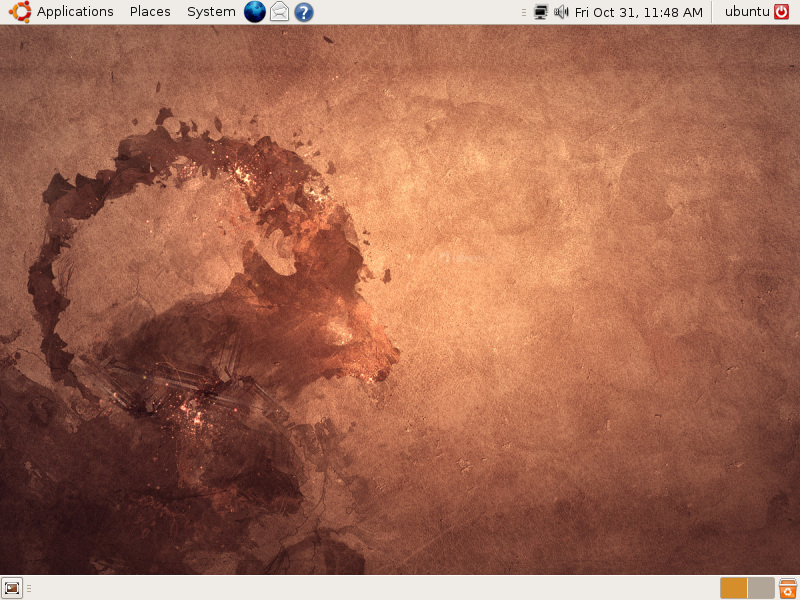
Ubuntu 8.10
«Intrepid Ibex»

### 8.10
Ubuntu 8.10 «Intrepid Ibex» (рус. «Бесстрашный Козерог») вышла 30 октября 2008 года, став девятым выпуском Ubuntu Linux. Одним из нововведений является улучшенная поддержка сотовых сетей стандарта 3G. Появилась возможность использования режима «гостевого пользователя». Добавлено приложение Startup Disk Creator для создания Live USB-флешек, на которых можно также хранить пользовательские файлы. В этой версии была реализована поддержка DKMS.
В настольную версию были включены X.Org 7.4, ядро Linux версии 2.6.27, GNOME 2.24, Network Manager 0.7; Samba 3.2; PAM authentication framework, Sun Java OpenJDK 1.6, Apache Tomcat 6, ClamAV, SpamAssassin.
В серверной версии Ubuntu Linux добавлена функция Virtual Machine Builder, которая позволяет быстро создавать виртуальные машины прямо из командной строки; улучшена поддержка RAID-массивов для жёстких дисков SATA, а кроме того, добавлена возможность серверного шифрования каталогов.
Поддержка Ubuntu 8.10 была завершена 30 апреля 2010 года.

### 9.04

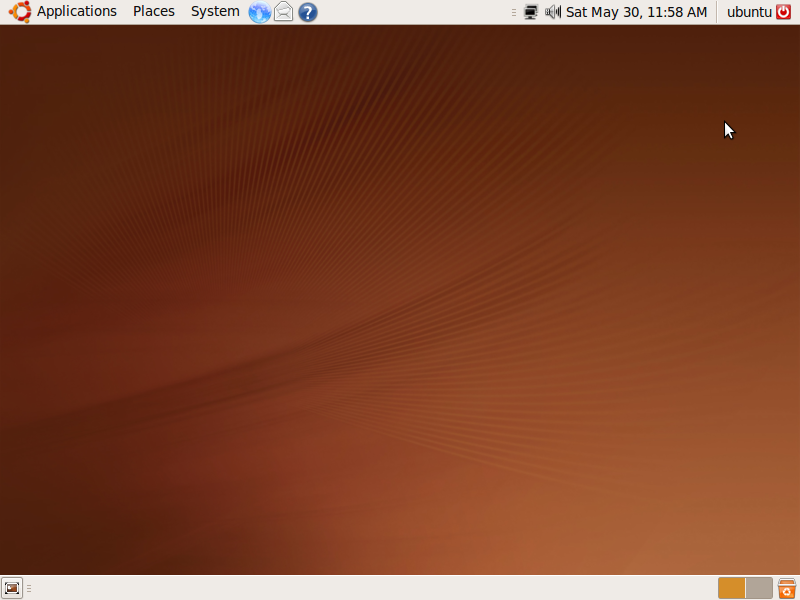
Ubuntu 9.04
«Jaunty Jackalope»

Ubuntu 9.04 «Jaunty Jackalope» (рус. «Бойкий Зайцелоп») вышла 23 апреля 2009 года, став десятым выпуском Ubuntu Linux. Ubuntu 9.04 включала множество обновлений, среди которых увеличенная скорость загрузки системы, интеграция с веб-службами, добавлена опционально поддержка файловой системы ext4, поддержка нескольких мониторов, улучшена интеграция с PulseAudio. Это первый выпуск Ubuntu, разработка которого переведена на систему контроля версий Bazaar.
Кроме редакции Ubuntu 9.04 Desktop Edition для персональных компьютеров выпущена версия Ubuntu 9.04 Netbook Remix, предназначенная для установки на нетбуки и смартбуки.
Ubuntu 9.04 основана на ядре Linux версии 2.6.28 и X.Org 1.6.
Обновления Ubuntu 9.04 выпускались до 23 октября 2010 года.

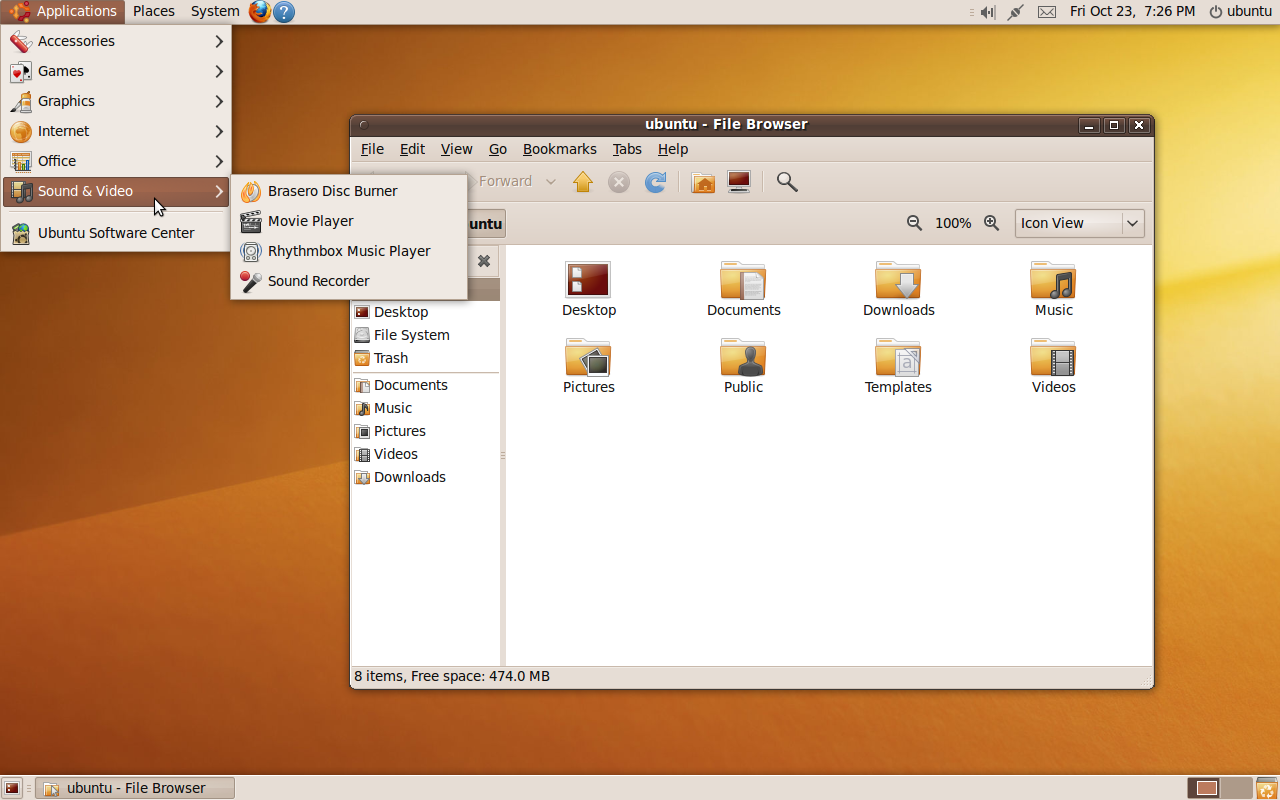
Ubuntu 9.10
«Karmic Koala»

### 9.10
14 мая 2009 выпущена Alpha 1 версия, 1 октября 2009 выпущена бета-версия. Официальная версия вышла 29 октября 2009.
Ubuntu 9.10 «Karmic Koala» (рус. «Кармическая Коала») — продукт инициативы «100 Paper Cuts», в ходе которой пользователей попросили назвать 100 наиболее заметных недостатков системы. К моменту выпуска разработчики исправили свыше 50 из них.
Ubuntu 9.10 отличается новым графическим интерфейсом загрузки и входа в систему, а также возможностями использования 3G. Разработчики указывают на ускорение загрузки. Файловая система ext4 выбрана по умолчанию в процессе установки, а загрузчик GRUB обновлён до версии 2. Ubuntu 9.10 основана на ядре Linux 2.6.31 и среде рабочего стола GNOME 2.28 с включённой службой мгновенных сообщений Empathy (вместо Pidgin). В состав дистрибутива была включена новая программа Центр приложений Ubuntu, улучшена поддержка веб-камер и средств беспроводной связи. Среди приложений, входящих в состав Ubuntu 9.10, — OpenOffice.org 3.1.1, Mozilla Firefox 3.5 и Mozilla Thunderbird 2.
В состав Ubuntu 9.10 включены средства доступа к набору онлайновых сервисов Ubuntu One, упрощающих резервирование данных, обмен файлами с другими пользователями Ubuntu, синхронизацию списка контактов с различными моделями мобильных телефонов и т. д.
Пользователям, желающим создавать приложения для Ubuntu, предназначен набор дополнений Quickly, который автоматизирует многие рутинные задачи программирования. Комплект также позволяет «упаковывать» код в пакеты и распространять его через базы данных Ubuntu.
Ubuntu 9.10 Server Edition включает «облачные вычисления» Ubuntu Enterprise Cloud и обеспечивает лучшую безопасность с AppArmor. Функционал Ubuntu Enterprise Cloud (UEC) в Server Edition базируется на том же API, что и публичная «облачная» служба Amazon EC2 (Elastic Compute Cloud). UEC — это несколько технологий, включая проект Eucalyptus, реализующий открытую систему для внедрения «облаков» по запросу и гибридных «облаков» на базе имеющегося локального оборудования и ПО. Eucalyptus — это перспективная технология, позволяющая создавать частные «облака», совместимые с Amazon EC2 и VMware vCloud.
Так, благодаря поддержке виртуальных машин формата Amazon Machine Image компании смогут, сформировав «облачную среду» с 10-15 серверов, перенести приложения из публичного «облака» Amazon в собственную закрытую ИТ-инфраструктуру. Или же, наоборот, сначала можно проверить работу приложений в локальном «облаке», а затем мигрировать на общедоступный сервис Amazon EC2.
В Ubuntu 9.10 добавлена MySQL 5.1. На уровне ядра усовершенствованы кеширование и поддержка гипервизоров Xen и Kernel Virtual Machine, внедрён протокол USB 3.0, реализована интеграция с серверами OpenLDAP, системное управление расширено протоколами WBEM.
Выпуск обновлений для Ubuntu 9.10 завершился 30 апреля 2011 года.

### 10.04 LTS

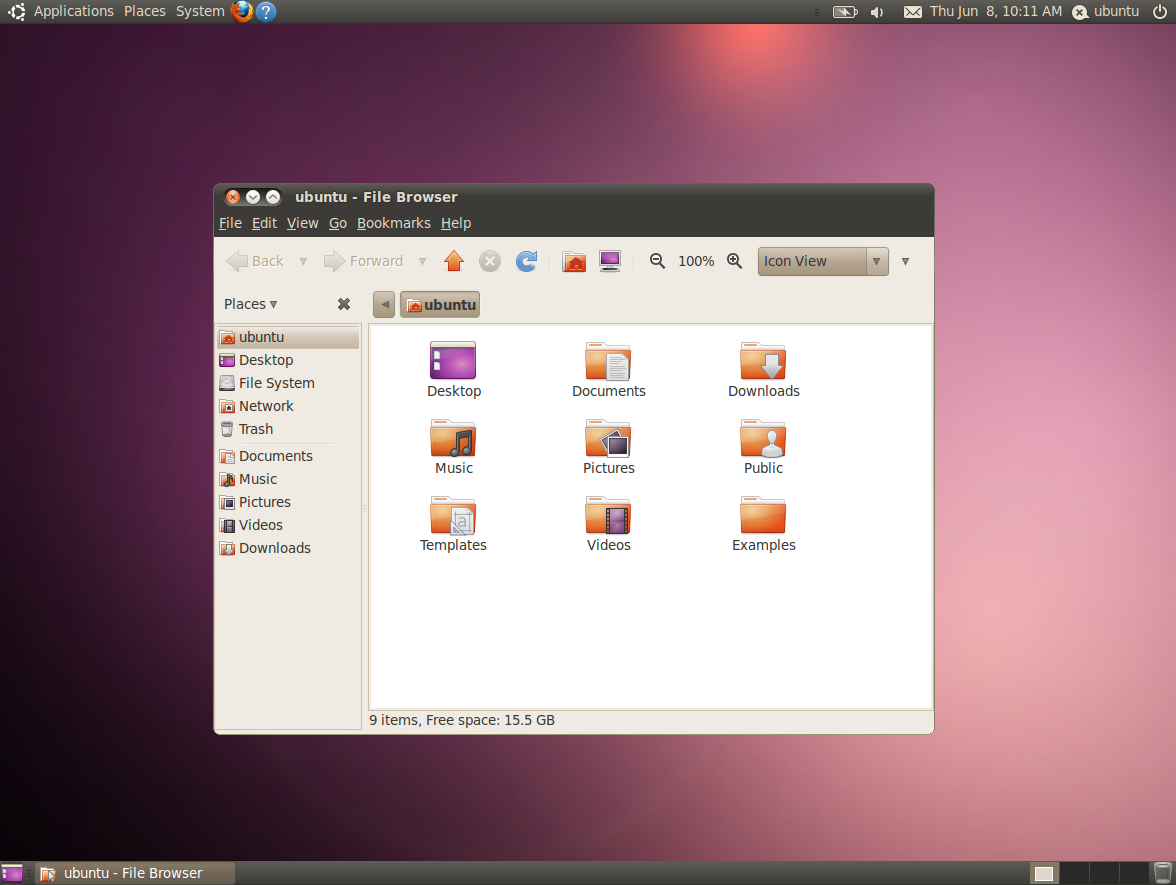
Ubuntu 10.04 LTS
«Lucid Lynx»

Ubuntu 10.04 LTS «Lucid Lynx» (рус. «Сообразительная Рысь») была анонсирована Марком Шаттлвортом 19 сентября 2009 года на Atlanta Linux Fest, и вышла 29 апреля 2010 года в трёх редакциях: Desktop Edition (для настольных компьютеров), Server Edition (серверный вариант) и Netbook Edition (для нетбуков, без долгосрочной поддержки). Ubuntu 10.04 стала двенадцатой версией Ubuntu Linux и третьей с долгосрочной поддержкой (LTS). Среди заметных изменений версии разработчики называют новую тему оформления по умолчанию («Ambiance»); новый графический экран загрузки Plymouth; уменьшение времени загрузки, что особенно заметно на компьютерах с твердотельными накопителями; улучшение работы видеокарт Nvidia благодаря новому драйверу nouveau. Операционная система интегрирована с сервисом Ubuntu One, на котором было доступно 5 Гб бесплатного дискового пространства.
Поддержка для настольной версии Ubuntu 10.04 LTS завершилась 9 мая 2013 года. Серверная версия официально поддерживалась до 30 апреля 2015 года.

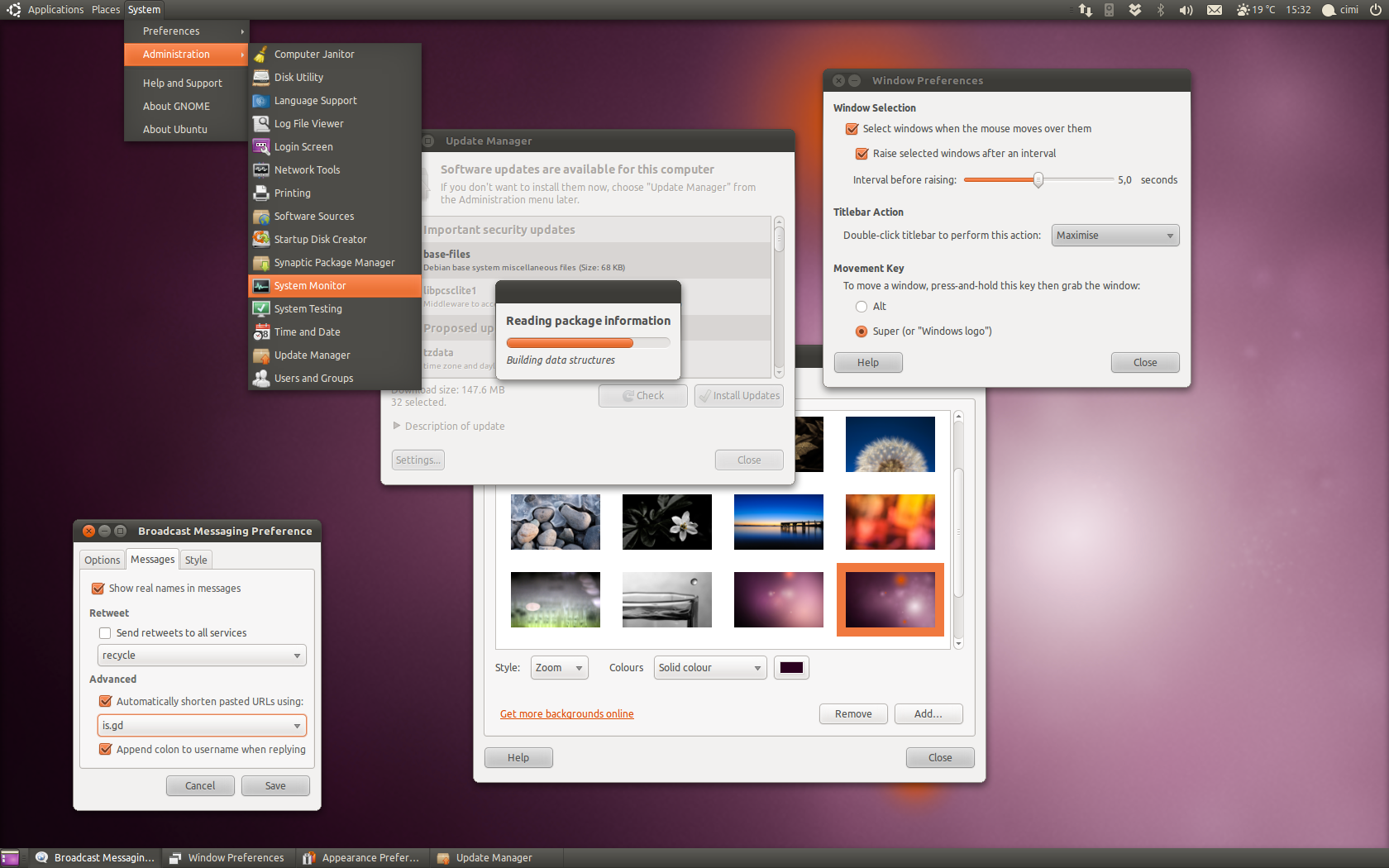
Ubuntu 10.10
«Maverick Meerkat»

### 10.10
Ubuntu 10.10 «Maverick Meerkat» (рус. «Свободомыслящий Сурикат») была анонсирована Марком Шаттлвортом 2 апреля 2010 года, и вышла 10 октября 2010 года. Ubuntu 10.10 является тринадцатой версией Ubuntu Linux.
По сравнению с предыдущими версиями «Свободомыслящий Сурикат» получил новый инсталлятор, позволяющий выполнить первичную настройку системы, а также, при наличии подключения к Интернету, скачать и установить необходимое проприетарное программное обеспечение сторонних разработчиков, например, Adobe Flash, кодеки, драйверы и т. п. Также была реализована функция автоматического определения местоположения пользователя и его часового пояса по IP-адресу. Был упрощён конфигуратор дисковых разделов, а также добавлена поддержка файловой системы Btrfs.
Были проведены изменения пользовательского интерфейса: рабочая среда GNOME была обновлена до версии 2.32.0, в состав дистрибутива был включён комплект новых шрифтов Ubuntu, модифицирован доступ к службе онлайновых сервисов Ubuntu One, реализовано новое меню управления музыкальным проигрывателем Rhythmbox прямо из системной панели.
Ещё одним из важных нововведений стало появление поддержки мультисенсорного управления, реализованной при помощи фреймворка UTouch. Однако, по заявлениям самих же разработчиков, эта функция далека от идеала и работает не на всех устройствах.
В системе был обновлён менеджер приложений, в котором появились функция «Что нового?», функция просмотра истории установки приложений, а также возможность устанавливать программы, предоставляемые сторонними разработчиками, в том числе и за деньги. Правда, на момент выпуска, можно было купить только одну программу — Fluendo DVD.
Программа для работы с изображениями F-Spot была заменена на Shotwell.
Ubuntu 10.10 была последней версией, которую можно было получить через сервис Shipit бесплатной почтовой доставкой на компакт-диске. В апреле 2011 года Canonical приняла решение о закрытии сервиса. Однако некоторые LUG в дальнейшем осуществляли аналогичную Shipit бесплатную отправку дисков с Ubuntu, а также до 2019 года диски можно было купить в интернет-магазине Ubuntu.
Выпуск обновлений для Ubuntu 10.10 завершён 10 апреля 2012 года.

### 11.04

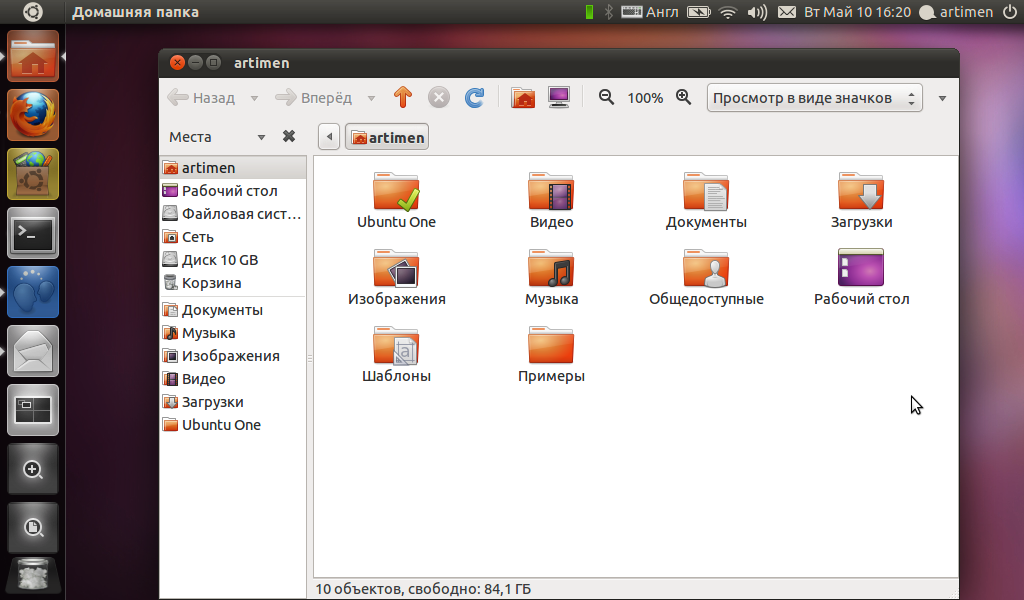
Ubuntu 11.04
«Natty Narwhal»

Выпуск Ubuntu 11.04 «Natty Narwhal» (рус. «Изящный Нарвал») состоялся 28 апреля 2011 года. Эта версия стала четырнадцатым выпуском дистрибутива Ubuntu. Из значительных изменений можно отметить замену оболочки рабочего стола по умолчанию с GNOME 2 на Unity. Однако Джоно Бэкон, менеджер Canonical по работе с сообществом, сообщил, что разработчики по-прежнему будут поддерживать и принимать участие в разработке GNOME. В Ubuntu 11.04 впервые появилась поддержка облачной платформы OpenStack. В состав дистрибутива был включён браузер Firefox 4. Офисный пакет OpenOffice.org заменён на LibreOffice, а плеер Rhythmbox заменён на Banshee.
Поддержка Ubuntu 11.04 завершилась 28 октября 2012 года.

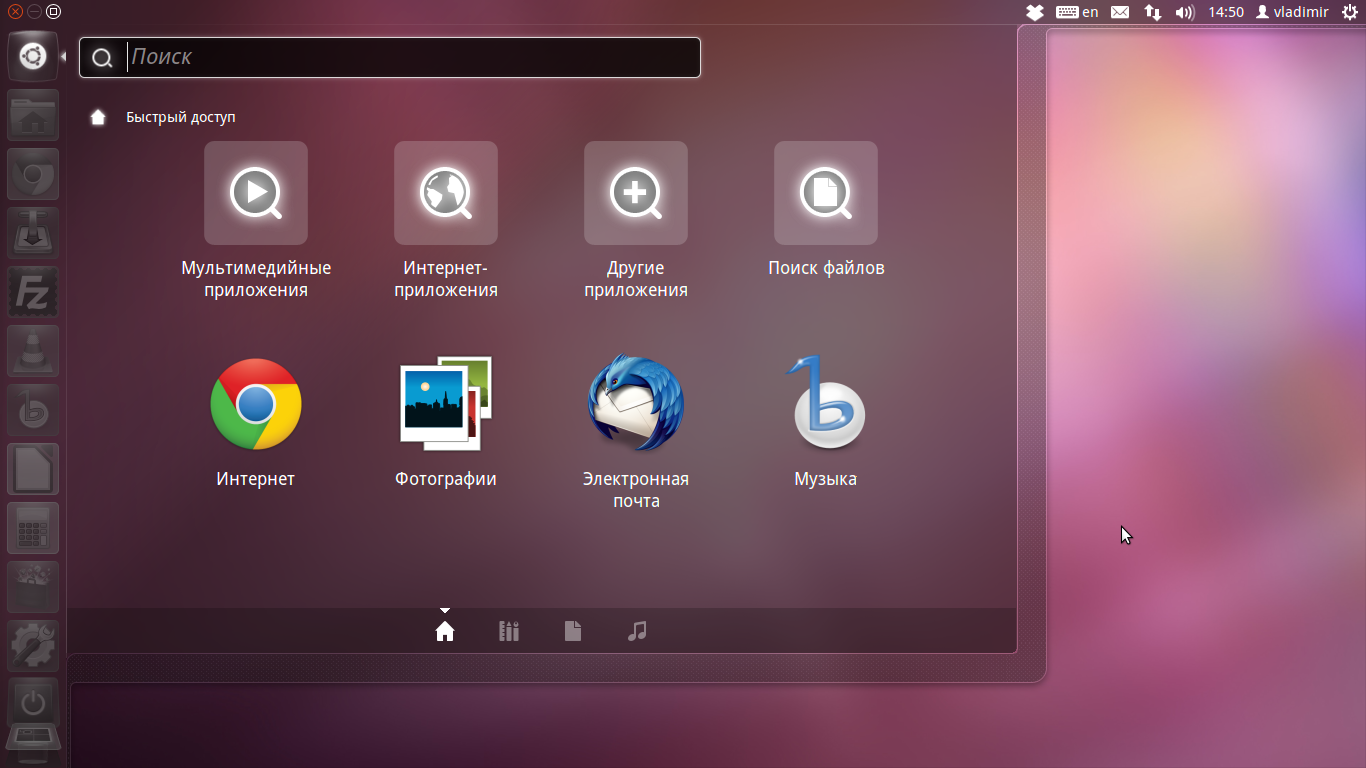
Ubuntu 11.10
«Oneiric Ocelot»

### 11.10
Ubuntu 11.10 «Oneiric Ocelot» (рус. «Мечтательный Оцелот»), пятнадцатый выпуск дистрибутива, вышел 14 октября 2011 года.
Новшества:
- LightDM стал менеджером входа в систему по умолчанию;
- в Unity 2D стало ещё меньше отличий от стандартной Unity, больше общего кода, и почти полностью доработаны инструменты для работы пользователей с ограниченными возможностями;
- GNOME обновлен с 2.32 до 3.2. Классический GNOME более не устанавливается по умолчанию. GNOME Shell также стал доступен для установки;
- улучшенная скорость реагирования кнопок запуска приложений и панелей, всё переведено на GTK 3;
- Места/Places панели Dash были переименованы в Lenses — линзы. Интегрировано большее количество источников поиска и добавлены новые возможности в выборке по рейтингу, рангу, категориям;
- панель Dash имеет новые музыкальные категории, объединённые с плеером. Banshee может искать музыку локально и в сети;
- новый вид переключателя Alt-Tab;
- значки «Завершение сессии», «Завершение работы» и подобные теперь выглядят по-новому;
- в Центр приложений Ubuntu добавлен обзор рейтинга «С наивысшей оценкой». Стало разрешено править и удалять свои комментарии. Ускорена установка одиночного (не из сети) пакета. Механизм Ubuntu One — OneConf теперь позволяет синхронизировать версии приложений между вашими компьютерами;
- Synaptic не установлен по умолчанию, но доступен в репозитории;
- почтовый клиент Evolution заменён на Mozilla Thunderbird;
- семейство шрифтов Ubuntu, разрабатываемое компанией Dalton Maag, официально пополнилось новыми шрифтами: Ubuntu Mono и Ubuntu Condensed;
- полная поддержка китайского, японского, корейского и остальных языков с иероглифами.

В состав дистрибутива включены ядро Linux 3.0.4, LibreOffice 3.4.3, GCC 4.6, Python 2.7, X.org 1.10.4, Mesa 3D 7.11, Firefox и Thunderbird версии 7.0.1.
Поддержка Ubuntu 11.10 завершилась 9 мая 2013 года.

### 12.04 LTS

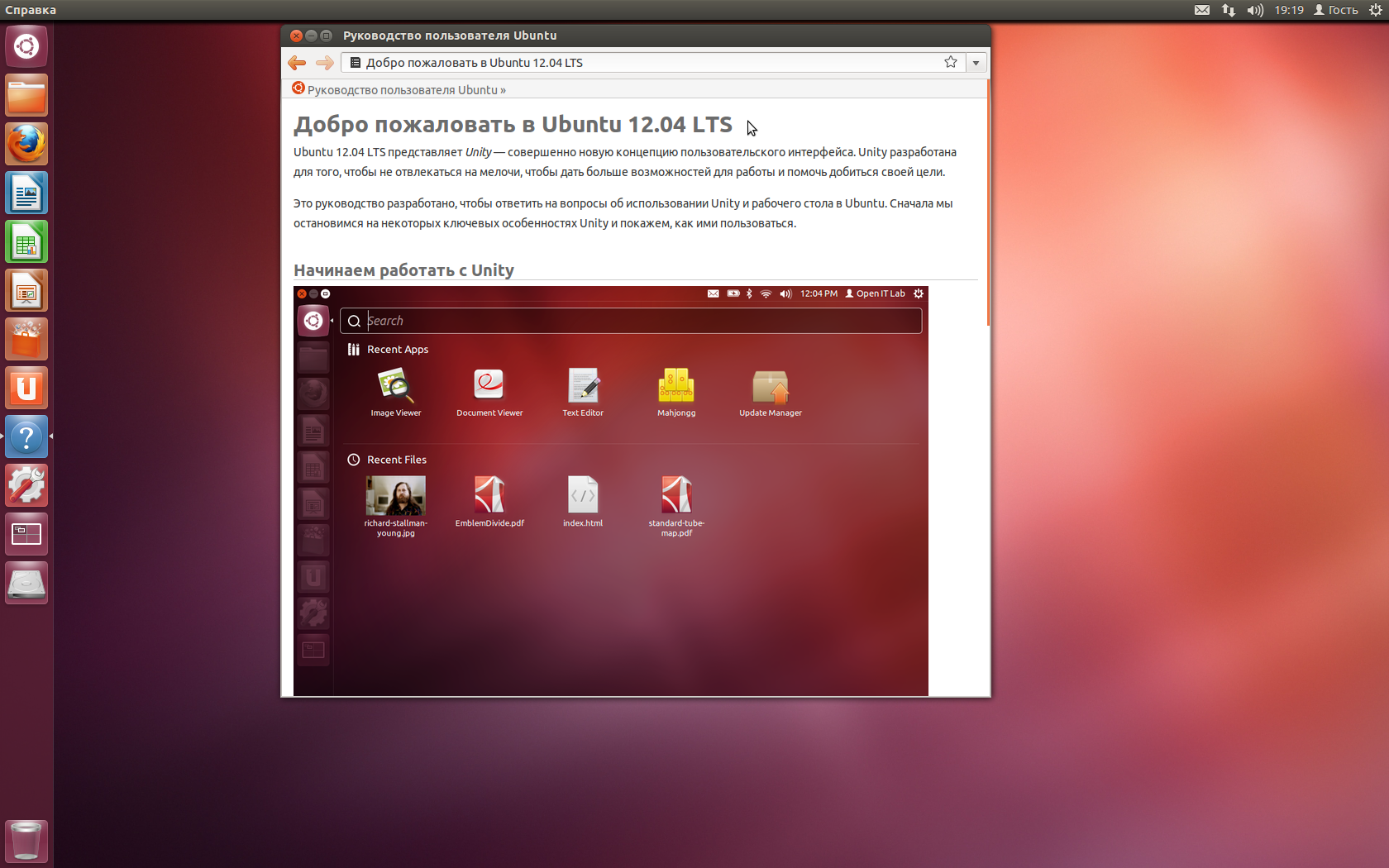
Ubuntu 12.04 LTS
«Precise Pangolin»

Ubuntu 12.04 LTS «Precise Pangolin» (рус. «Пунктуальный Панголин»), шестнадцатый выпуск дистрибутива и четвёртый выпуск с длительной поддержкой, вышел 26 апреля 2012 года. В отличие от предыдущих LTS-выпусков, где поддержка обычной версии осуществлялась 3 года, а серверной — 5 лет, для Ubuntu 12.04 поддержка и серверной, и обычной версии осуществлялась 5 лет, до 28 апреля 2017 года. И даже несмотря на это, её поддержка всё равно была продлена в рамках ESM (окончательно прекращена в апреле 2019 года). В ноябре 2011 года Canonical объявила, что 64-битная версия Ubuntu 12.04 будет доступна на сайте для загрузки по умолчанию, однако 32-битная также будет доступна. Среди других нововведений:
- более быстрый запуск Центра приложений Ubuntu и Unity;
- из дистрибутива убран фреймворк Mono вместе с использовавшими его приложениями Tomboy и Banshee; последнее было вновь заменено на Rhythmbox;
- новая система «Head-Up Display» (HUD), которую можно использовать вместо традиционной системы вложенных меню[258]. Впрочем, хотя на Windows подобная технология отсутствует, на Mac OS X она уже существует[258].

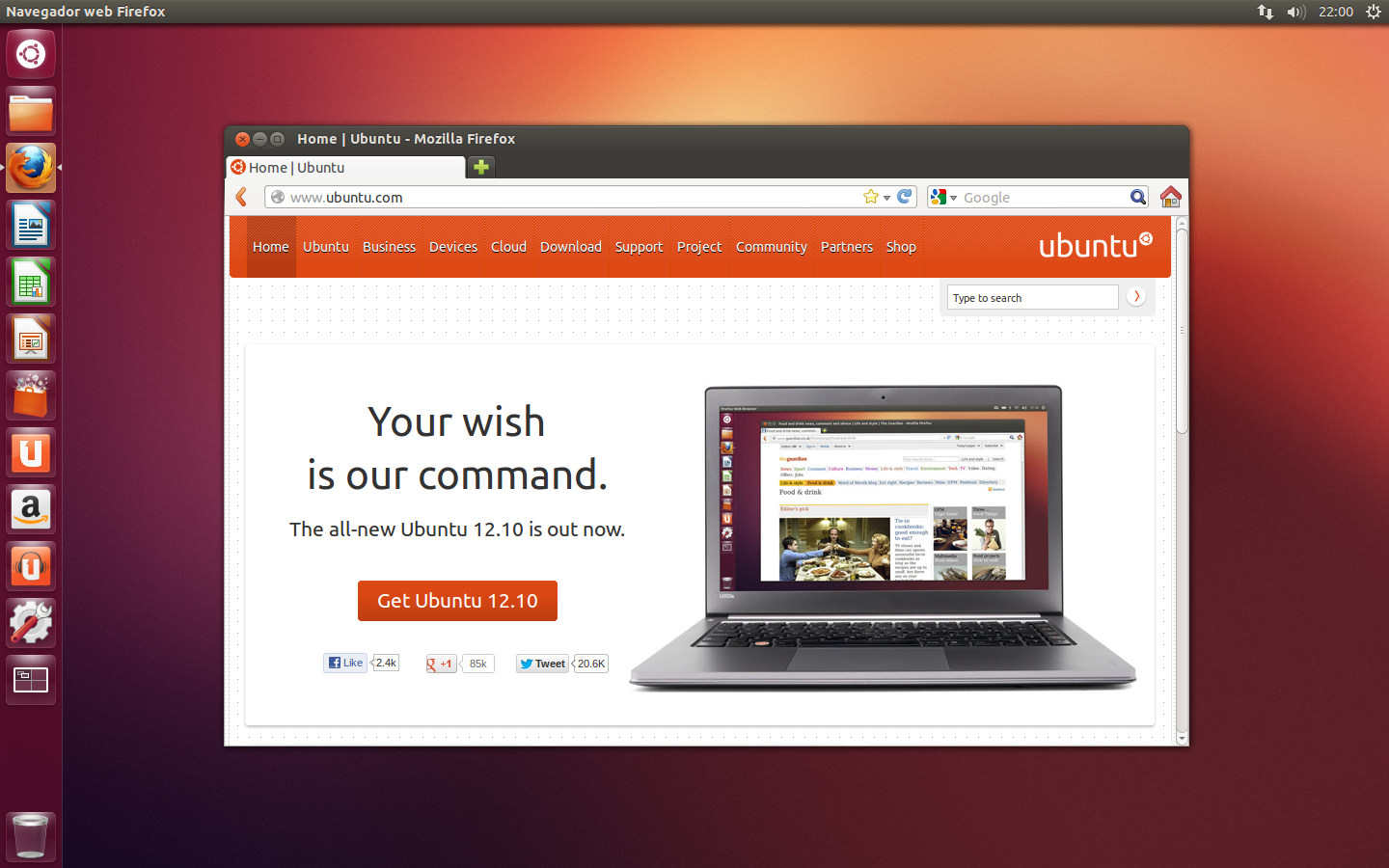
Ubuntu 12.10
«Quantal Quetzal»

### 12.10
Ubuntu 12.10 «Quantal Quetzal» (рус. «Квантовый Квезаль»), семнадцатый выпуск дистрибутива, вышел 18 октября 2012 года. Начиная с этой версии, образы Desktop, Alternate и DVD были объединены, размер Desktop-дистрибутива увеличился до 750 МБ и в результате стал непригодным для записи на CD (только на DVD или USB-flash), владельцам CD придётся использовать Net-установщик или установить Lubuntu, а затем в ней поставить пакет ubuntu-desktop. Другие нововведения:
- новое ядро Linux 3.5;
- отказ от Unity 2D в пользу меньших системных требований для Unity 3D.
- визуальные обновления в системных приложениях;
- переход на использование Python 3;
- добавлен «Font Viewer»;
- переход на GNOME 3.6.0;
- менеджер обновлений переименован из «Update Manager» в «Software Updater»;

В этой версии по умолчанию поставляется версия Unity, в которой в результаты поиска включается выдача поиска Amazon.com. Это решение вызвало неоднозначную реакцию, после чего Марк Шаттлворт сделал заявление в поддержку этого изменения, утверждая, что это не adware и пользователи всегда могут отключить данную опцию.
Выпуск обновлений для Ubuntu 12.10 был завершён 16 мая 2014 года.

### 13.04

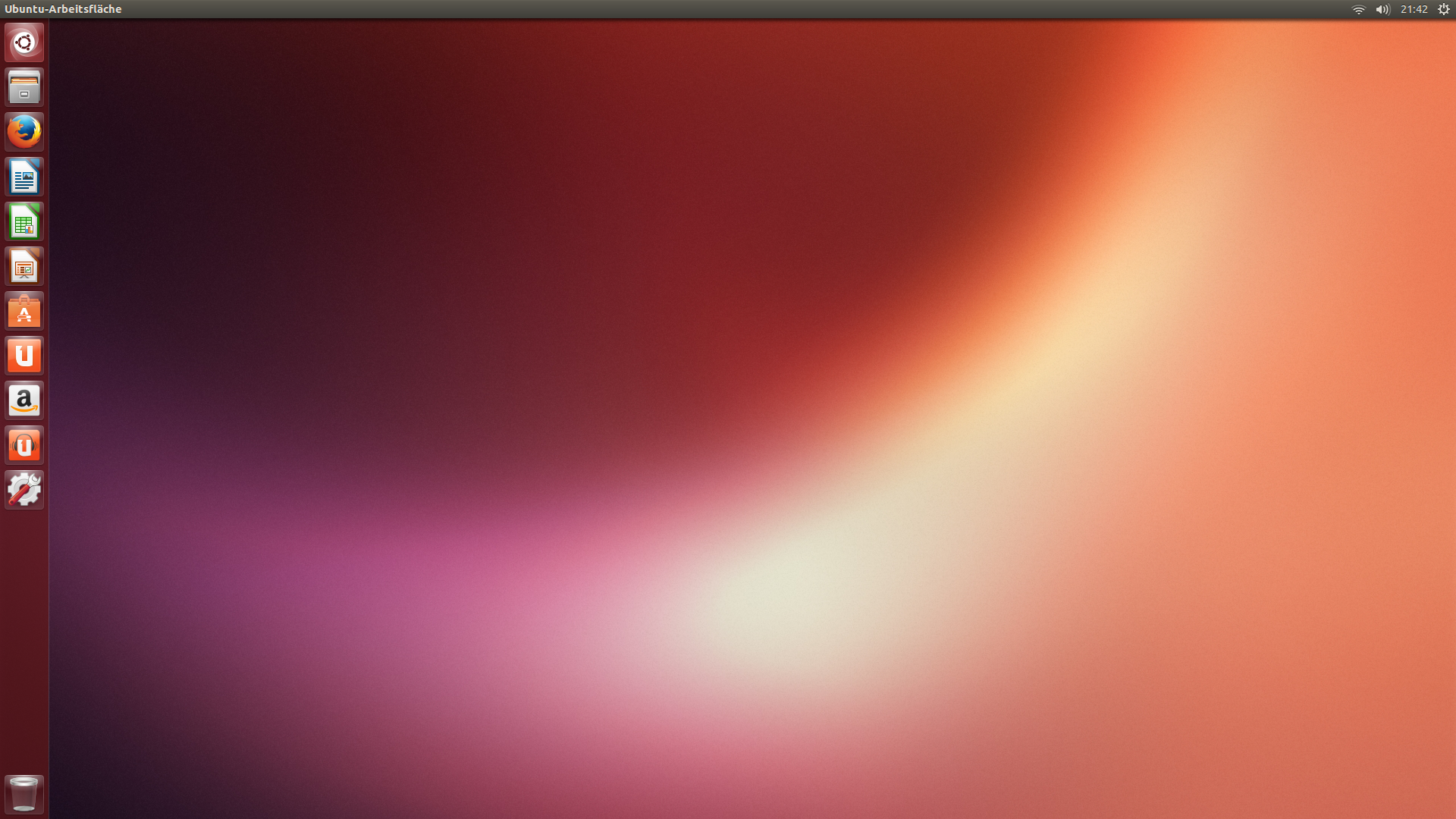
Ubuntu 13.04
«Raring Ringtail»

Ubuntu 13.04 «Raring Ringtail» (рус. «Нетерпеливый Какомицли»), восемнадцатый выпуск дистрибутива, вышел 25 апреля 2013 года. Для этой версии и последующих, не относящихся к LTS, срок поддержки был сокращён вдвое — с 18 до 9 месяцев.
Главные изменения:
- новое ядро Linux 3.8;
- множество визуальных изменений;
- начиная с этой версии, было решено отказаться от включения Wubi из-за несовместимости с Windows 8 и общего недостатка развития и поддержки этого проекта.

Официальная поддержка завершилась 27 января 2014 года.

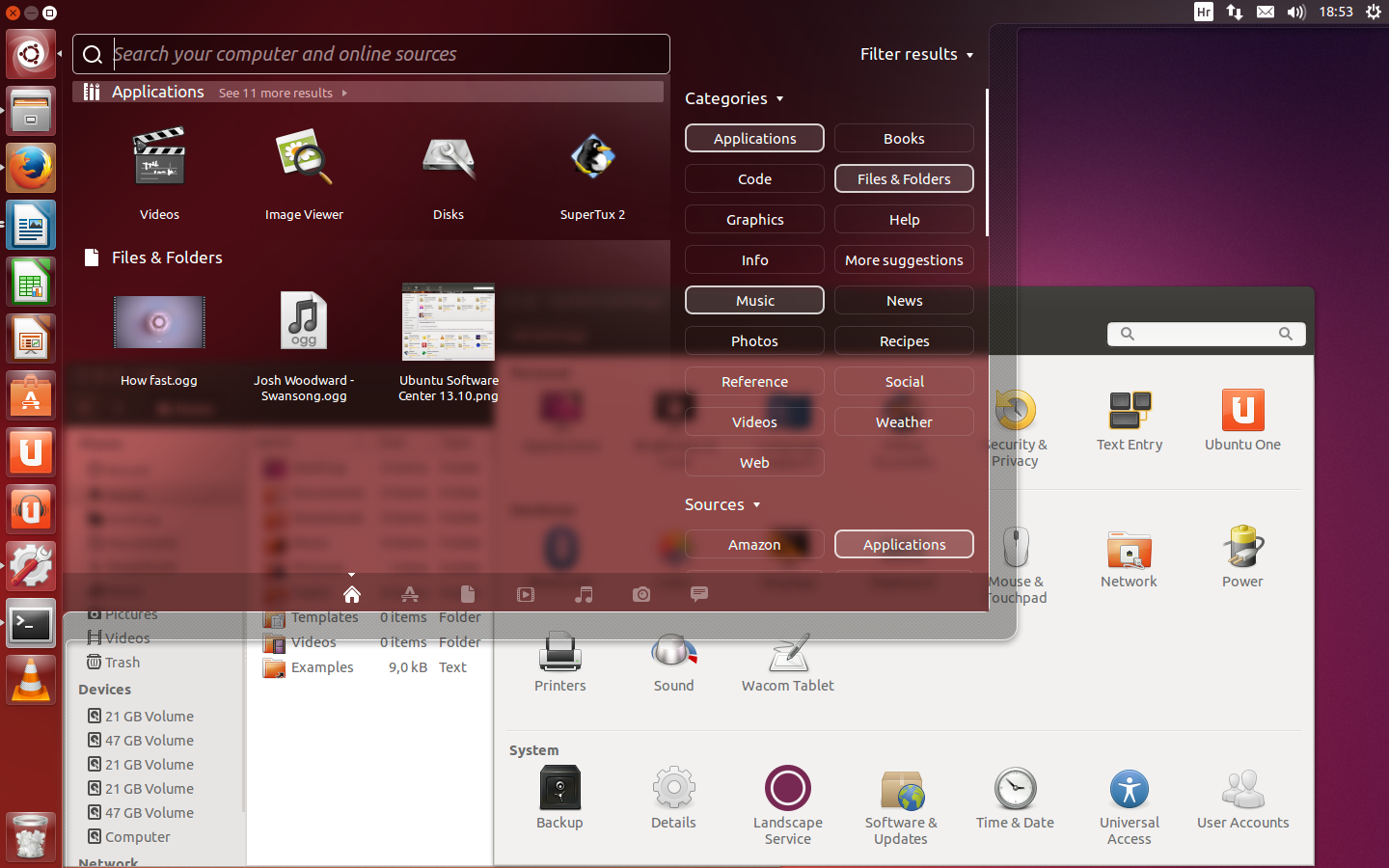
Ubuntu 13.10
«Saucy Salamander»

### 13.10
Ubuntu 13.10 «Saucy Salamander» (рус. «Дерзкая Саламандра»), девятнадцатый выпуск дистрибутива, вышел 17 октября 2013 года.
В процессе разработки 13.10 рассматривалась замена браузера по умолчанию с Firefox на Chromium, но из-за проблем со своевременными обновлениями, было решено оставить Firefox.
Изначально планировалось, что интерфейс X11 будет заменен на Mir, при этом программы должны были работать через режим совместимости XMir. Однако, после того как разработчики XMir столкнулись с трудностями поддержки нескольких дисплеев, было решено отложить включение Mir. Тем не менее, Mir остался интерфейсом по умолчанию для Ubuntu Touch 13.10.
Райан Пол из Ars Technica писал, что, несмотря на некоторые полезные нововведения, 13.10 является относительно небольшим обновлением.
Обновления для Ubuntu 13.10 выпускались до 17 июля 2014 года.

### 14.04 LTS

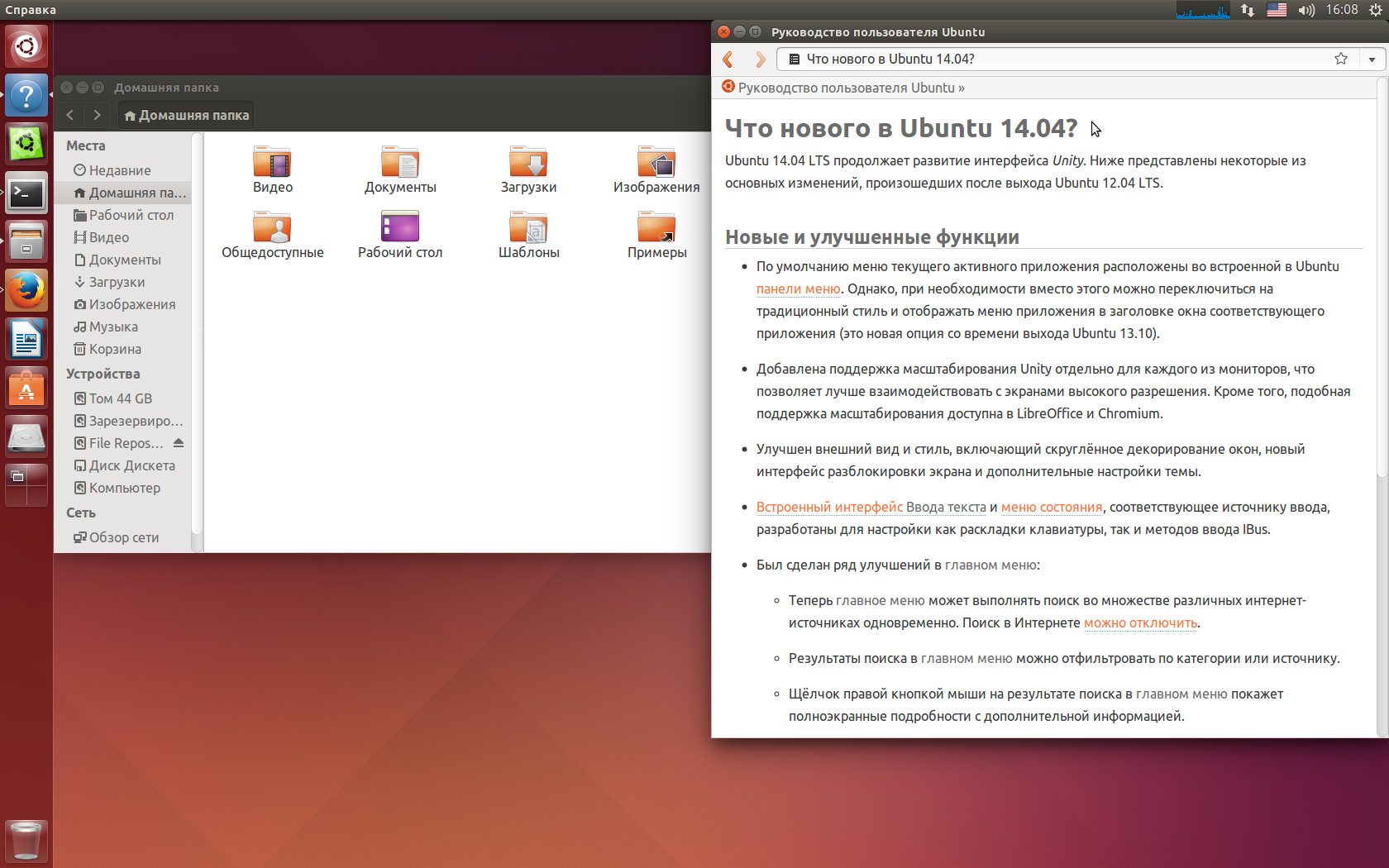
Ubuntu 14.04 LTS
«Trusty Tahr»

Ubuntu 14.04 LTS «Trusty Tahr» (рус. «Надёжный Тар»), двадцатый выпуск дистрибутива и пятый выпуск с длительной поддержкой, вышел 17 апреля 2014 года.
В октябре 2011 года Марк Шаттлворт заявлял, что Ubuntu 14.04 будет поддерживать смартфоны, планшеты и сенсорные экраны.
Цикл разработки для этой версии был сфокусирован на планшетном интерфейсе, в особенности для планшетов Nexus 7 и Nexus 10. В этой версии появилась возможность отключить глобальное меню. Вместо Mir или XMir в этой версии был оставлен интерфейс X.org. Поддержка SSD Trim включена по умолчанию. Также по умолчанию установлен GNOME 3.10. Приложение Ubuntu One больше не поставляется, в связи с закрытием проекта.
Помимо этого, была улучшена поддержка экранов с высоким DPI и время работы от аккумулятора на ноутбуках.
Скотт Гилбертсон из Ars Technica писал, что Ubuntu остаётся самым развитым дистрибутивом Linux, хотя новые изменения становятся всё менее значимыми.

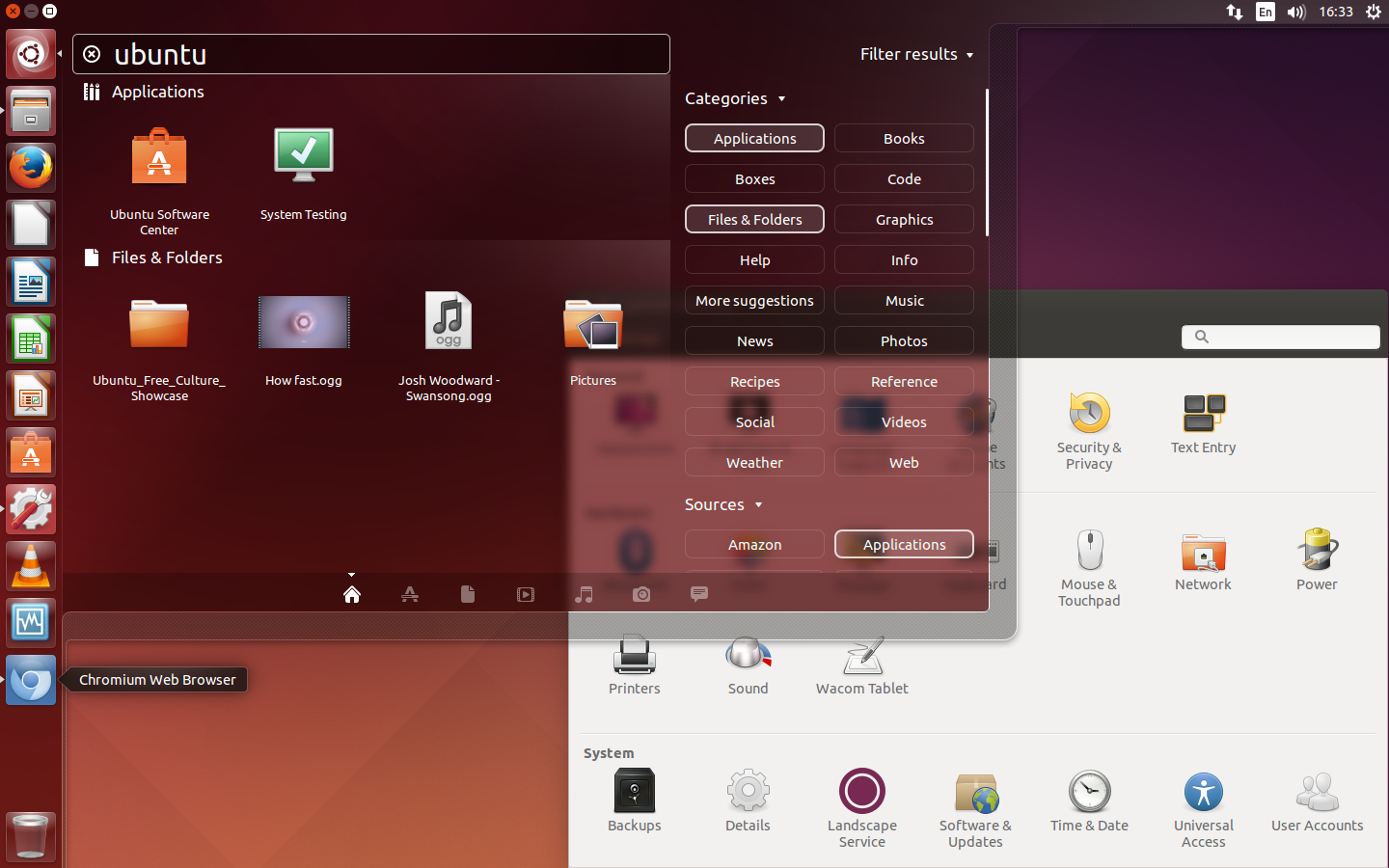
Ubuntu 14.10
«Utopic Unicorn»

### 14.10
Ubuntu 14.10 «Utopic Unicorn» (рус. «Утопический Единорог»), двадцать первый выпуск Ubuntu, вышел 23 октября 2014 года.
Новшества:
- новое ядро Linux 3.16;
- разные графические улучшения;
- усовершенствована поддержка HiDPI-мониторов.

Официальная поддержка Ubuntu 14.10 прекращена 23 июля 2015 года.

### 15.04

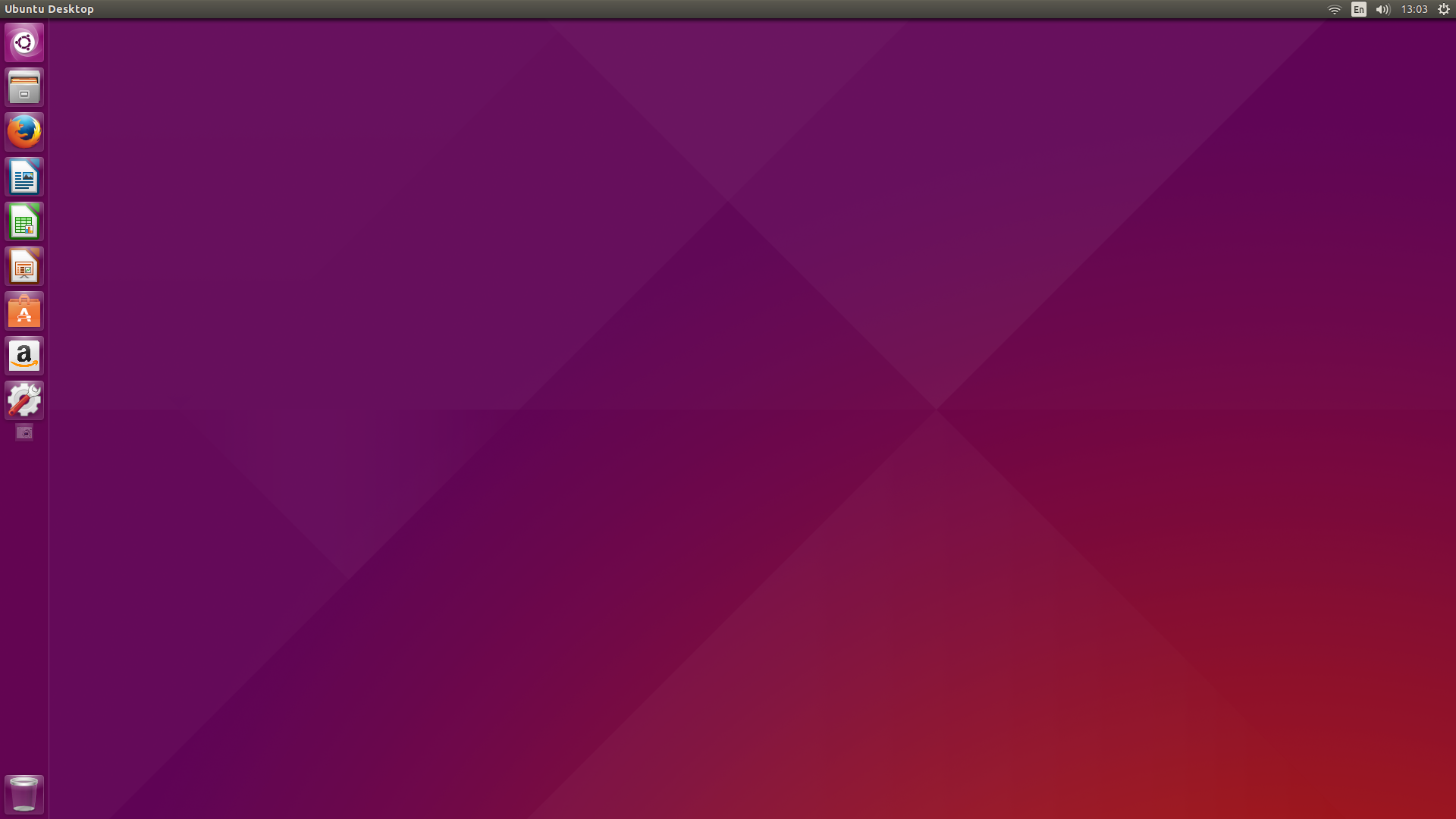
Ubuntu 15.04
«Vivid Vervet»

Версия Ubuntu 15.04 «Vivid Vervet» (рус. «Вертлявая Верветка») выпущена 23 апреля 2015 года. Выпуск отличается:
- переходом с системы инициализации upstart на systemd;
- включением в состав среды рабочего стола MATE.

Выпуск обновлений для Ubuntu 15.04 продолжался до 4 февраля 2016 года.

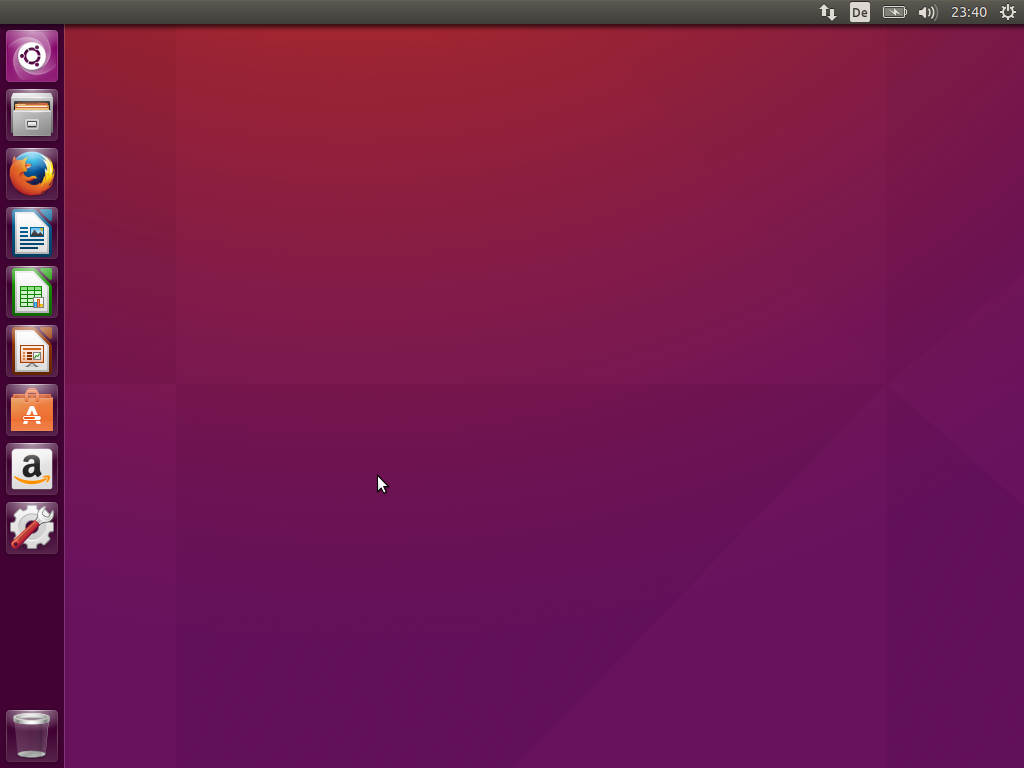
Ubuntu 15.10
«Wily Werewolf»

### 15.10
Выпуск Ubuntu 15.10 «Wily Werewolf» (рус. «Хитрый Оборотень») состоялся 22 октября 2015 года. Нововведения:
- ядро Linux 4.2;[265]
- Unity 8 в демонстрационном режиме;[266]

Поддержка Ubuntu 15.10 завершилась 28 июля 2016 года.

### 16.04 LTS

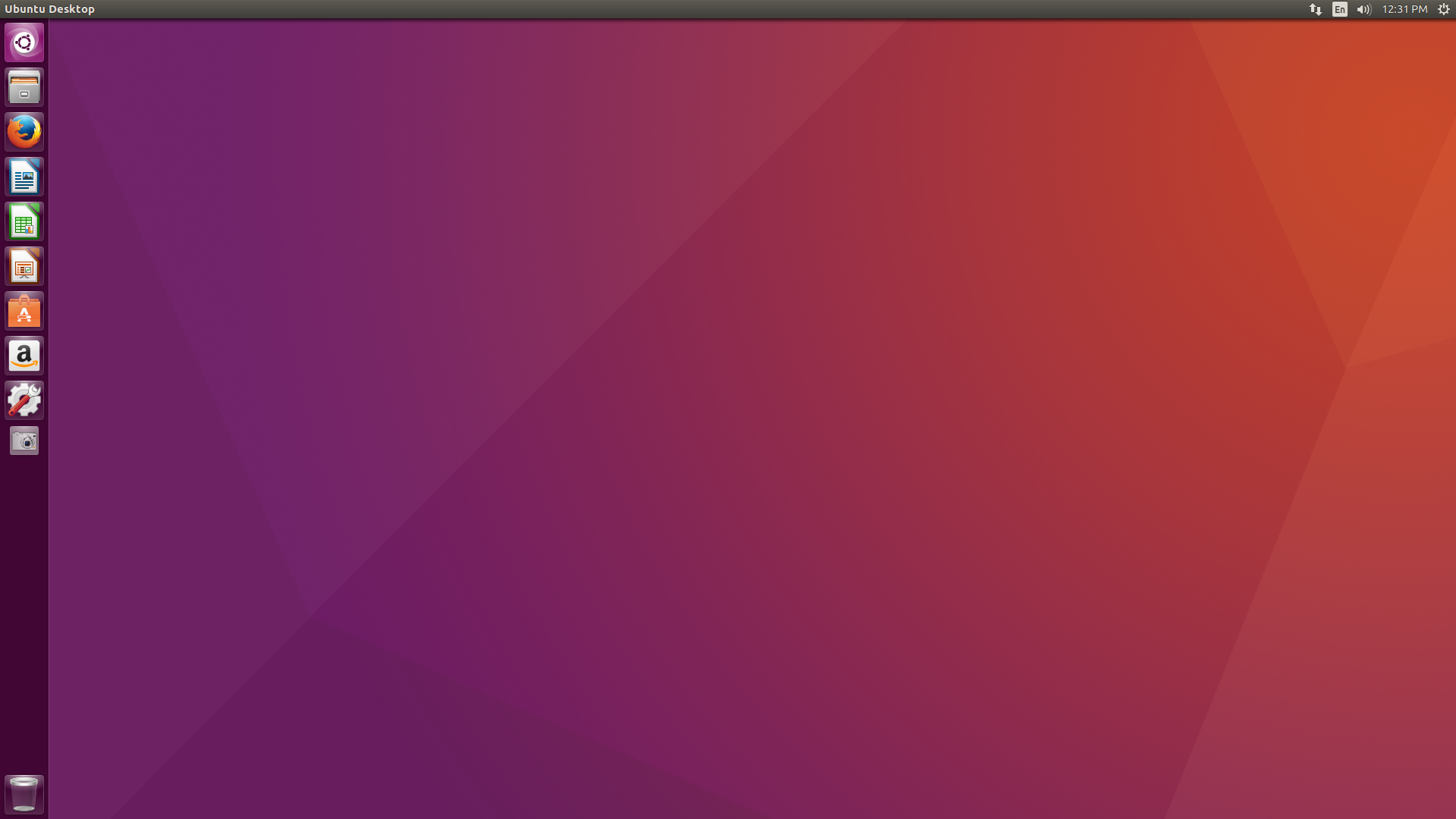
Ubuntu 16.04 LTS
«Xenial Xerus»

Ubuntu 16.04 LTS «Xenial Xerus» (рус. «Гостеприимная Земляная белка»), двадцать четвёртый выпуск Ubuntu и шестой LTS-релиз, вышел 21 апреля 2016 года. Основные изменения:
- это первый LTS-выпуск Ubuntu, который переведён на систему инициализации systemd[267] (вслед за Debian, RHEL / CentOS / Oracle Linux и многими другими дистрибутивами Linux);
- ядро Linux 4.4;
- поддержка snap-пакетов;
- Центр приложений Ubuntu заменён на GNOME Software[англ.] (под названием Ubuntu Software);
- инструментарий для управления контейнерами LXD 2.0;
- поддержка ZFS в составе дистрибутива (хотя установщик пока что не позволяет произвести установку ОС на неё).

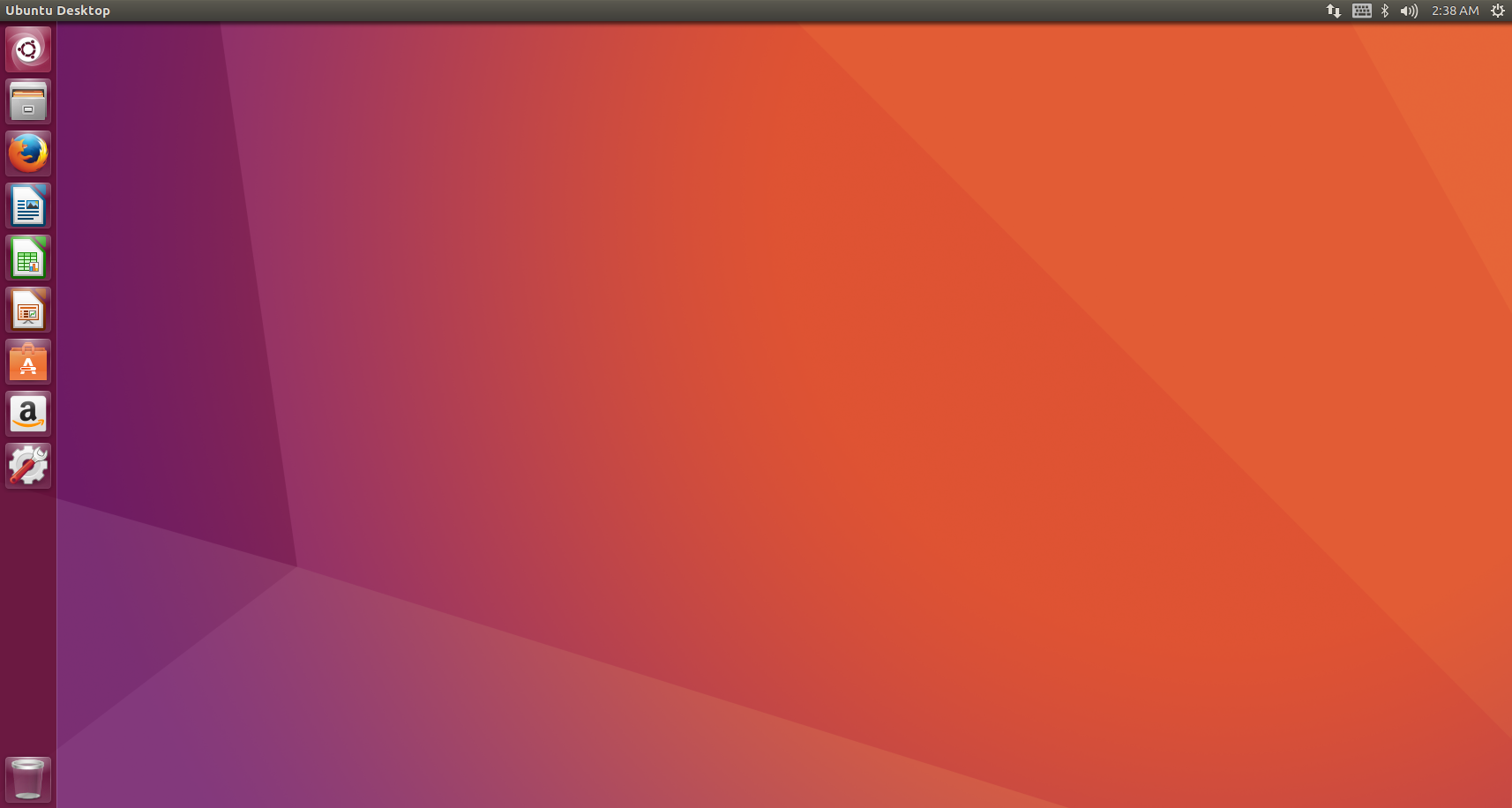
Ubuntu 16.10
«Yakkety Yak»

### 16.10
Ubuntu 16.10 «Yakkety Yak» (рус. «Болтливый Як»), вышла 13 октября 2016 года.
Нововведения:
- ядро Linux 4.8;
- новая версия Ubuntu Software с улучшенной производительностью.

Официальная поддержка Ubuntu 16.10 завершилась 20 июля 2017 года.

### 17.04

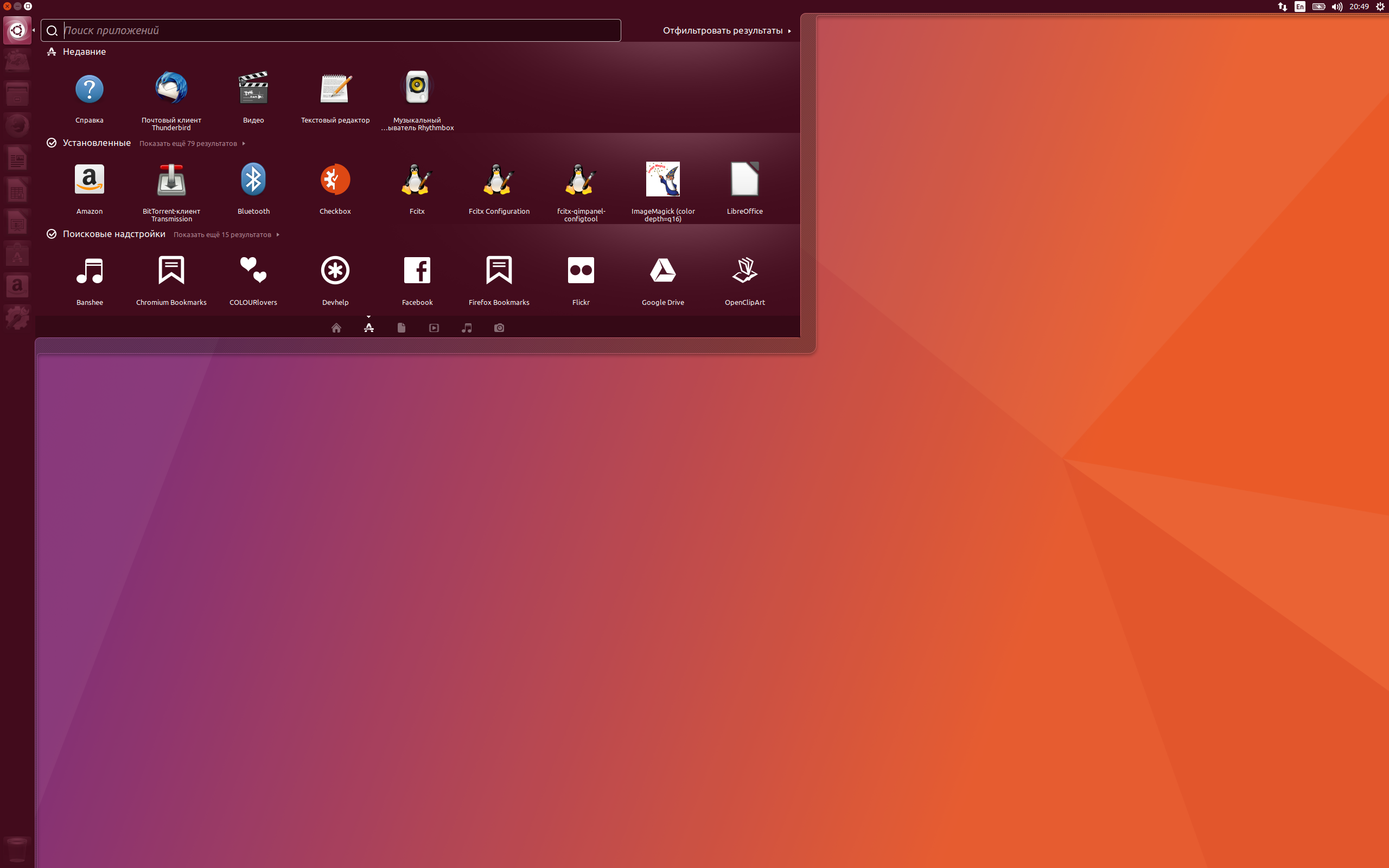
Ubuntu 17.04
«Zesty Zapus»

Ubuntu 17.04 «Zesty Zapus» (рус. «Пикантный Полутушканчик»), вышла 13 апреля 2017 года. Это последняя версия Ubuntu, использующая по умолчанию графическую среду Unity. Главные новшества:
- ядро Linux 4.10;
- изменено использование подкачки страниц (swap): начиная с этой версии, Ubiquity при установке системы не создаёт на диске раздел подкачки — вместо него будет использоваться файл подкачки;
- реализована поддержка печати на принтерах, для которых не требуется установка драйверов;
- вслед за Debian, в данной версии Ubuntu прекращена поддержка 32-битной архитектуры PowerPC.

Выпуск обновлений для Ubuntu 17.04 завершился 13 января 2018 года.

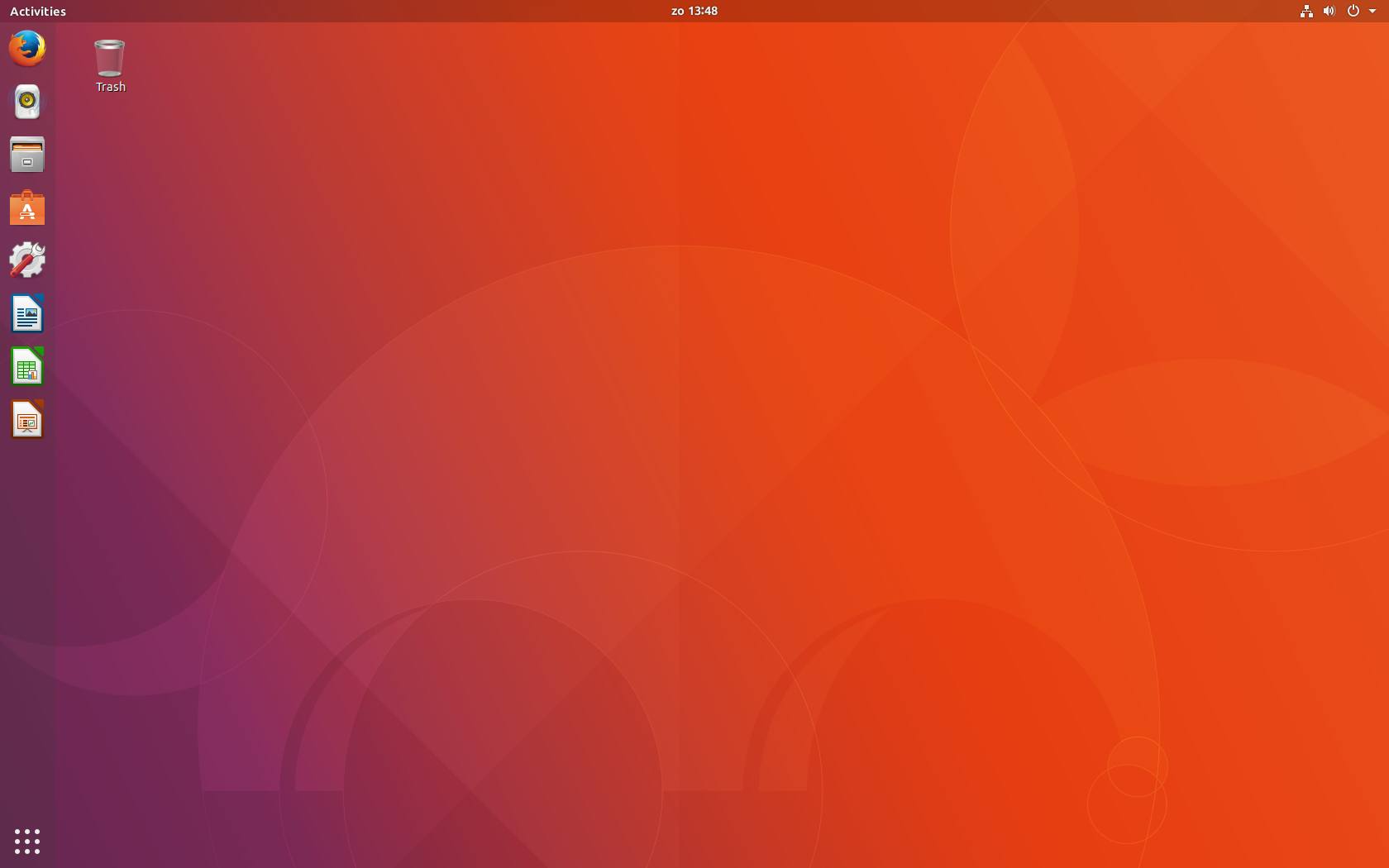
Ubuntu 17.10
«Artful Aardvark»

### 17.10
Ubuntu 17.10 «Artful Aardvark» (рус. «Ловкий Трубкозуб»), двадцать седьмой выпуск Ubuntu, вышел 19 октября 2017 года и содержал много новшеств. Важнейшие изменения:
- дисплейный сервер Wayland вместо X.Org;
- среда рабочего стола GNOME Shell вместо Unity;
- дисплейный менеджер GDM вместо LightDM;
- 32-разрядные образы установщика больше не выпускаются для Ubuntu Desktop;

20 декабря 2017 года компания Canonical «отозвала» выпущенную в октябре версию Ubuntu 17.10, убрав ссылки для скачивания со своего сайта. Причиной этого стал критический баг с повреждением BIOS в некоторых моделях ноутбуков Lenovo и одной модели Acer.
12 января 2018 года была выпущена исправленная версия, 17.10.1. Официальная поддержка Ubuntu 17.10 завершилась 19 июля 2018 года.

### 18.04 LTS

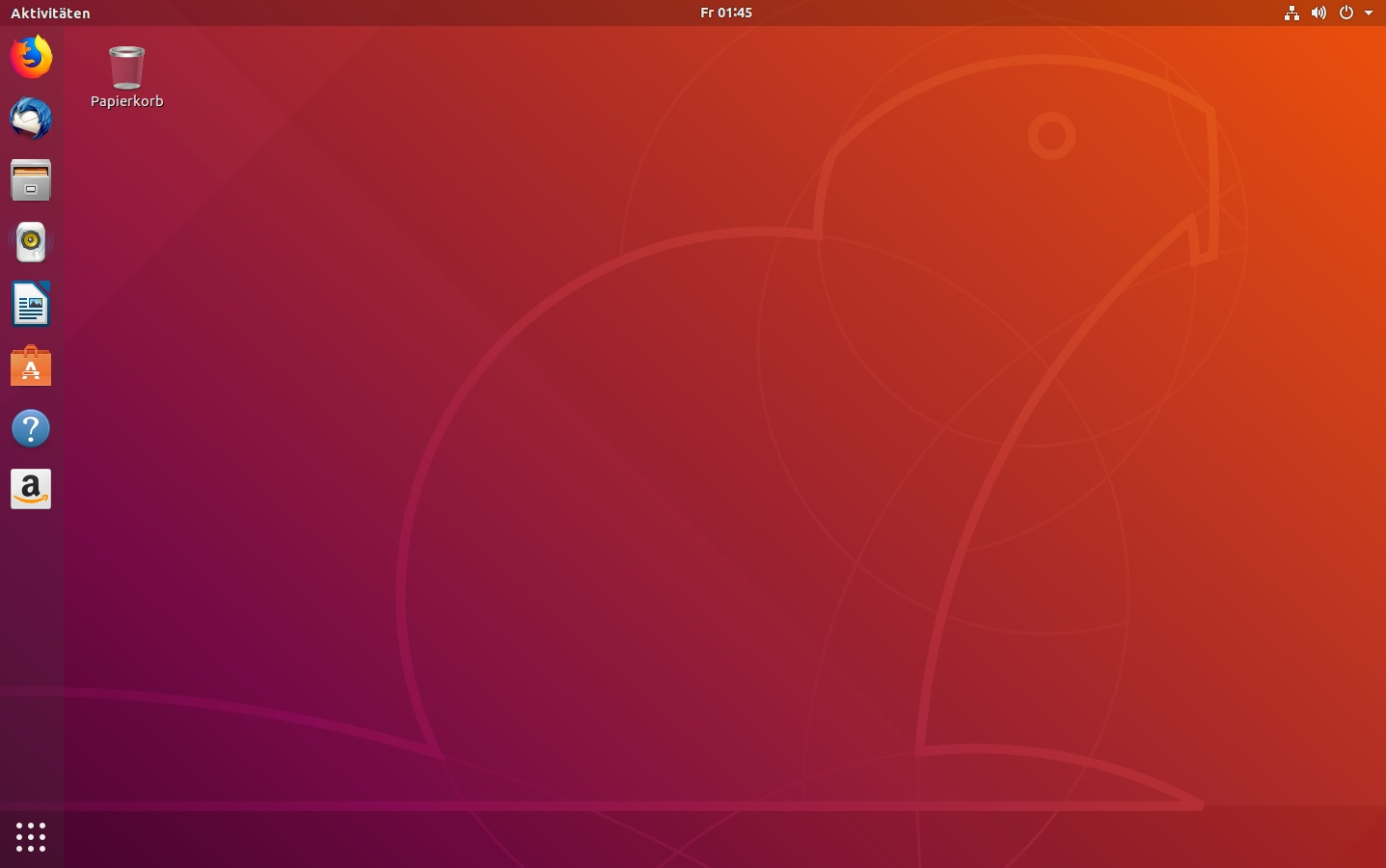
Ubuntu 18.04 LTS
«Bionic Beaver»

Ubuntu 18.04 LTS «Bionic Beaver» (рус. «Бионический Бобр»), двадцать восьмой выпуск Ubuntu и седьмой LTS-релиз, вышел 26 апреля 2018 года. Основные изменения:
- возврат к графическому серверу X.Org вместо Wayland;
- опция минимальной установки системы; мастер первого запуска; новый установщик subiquity для серверной версии Ubuntu;
- закрытие уязвимостей Spectre и Meltdown;
- опциональная возможность обновления ядра без перезагрузки (Livepatch);
- максимальный срок поддержки увеличен до 10 лет.

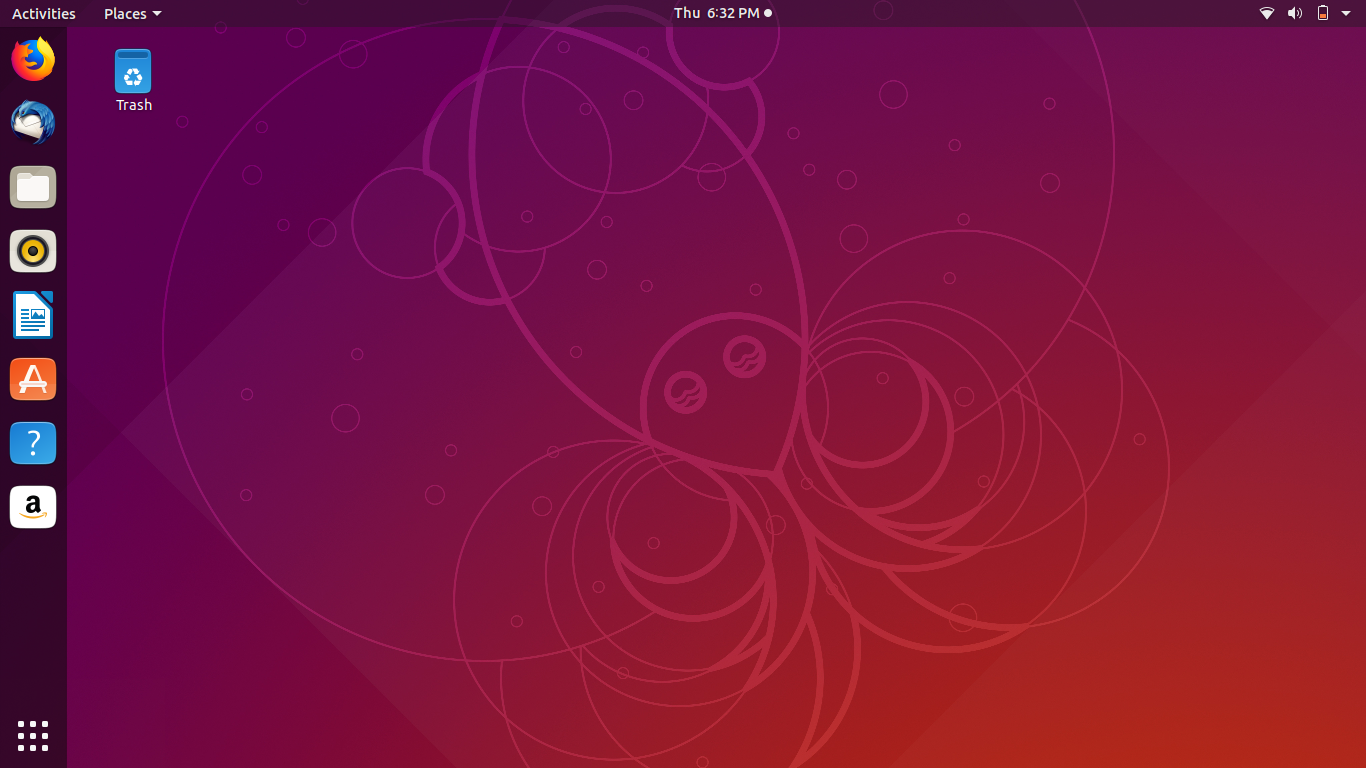
Ubuntu 18.10
«Cosmic Cuttlefish»

### 18.10
Ubuntu 18.10 «Cosmic Cuttlefish» (рус. «Космическая Каракатица») выпущена 18 октября 2018 года. Главные новшества:
- новая тема оформления по умолчанию (Yaru), новые значки (Suru);
- ядро Linux 4.18;
- GNOME 3.30;
- в GNOME Disks[англ.] добавлена поддержка VeraCrypt.

Поддержка Ubuntu 18.10 завершилась 18 июля 2019 года.

### 19.04

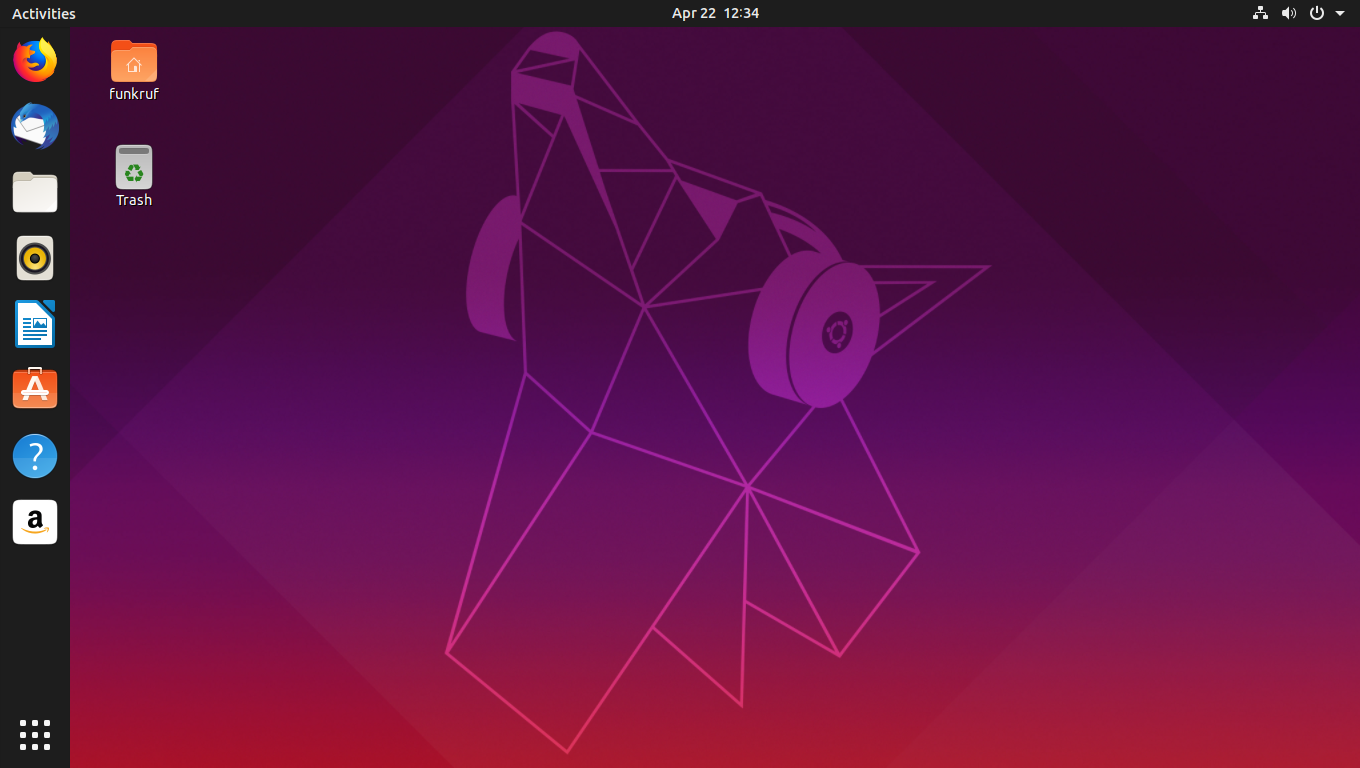
Ubuntu 19.04
«Disco Dingo»

Ubuntu 19.04 «Disco Dingo» (рус. «Дискотечная Динго») вышла 18 апреля 2019 года. Главные новшества:
- ядро Linux 5.0 с поддержкой технологии AMD FreeSync;
- оболочка GNOME Shell 3.32 с улучшенной производительностью и временем отклика;
- Alt+Tab по умолчанию осуществляет переключение между окнами (переключение между приложениями через Super+Tab);
- обновлённая страница по настройке звуковой подсистемы;
- включена по умолчанию индексация файлов с помощью Tracker;
- обновлена и дополнена тема оформления по умолчанию (Yaru).

Выпуск обновлений для Ubuntu 19.04 завершился 23 января 2020 года.

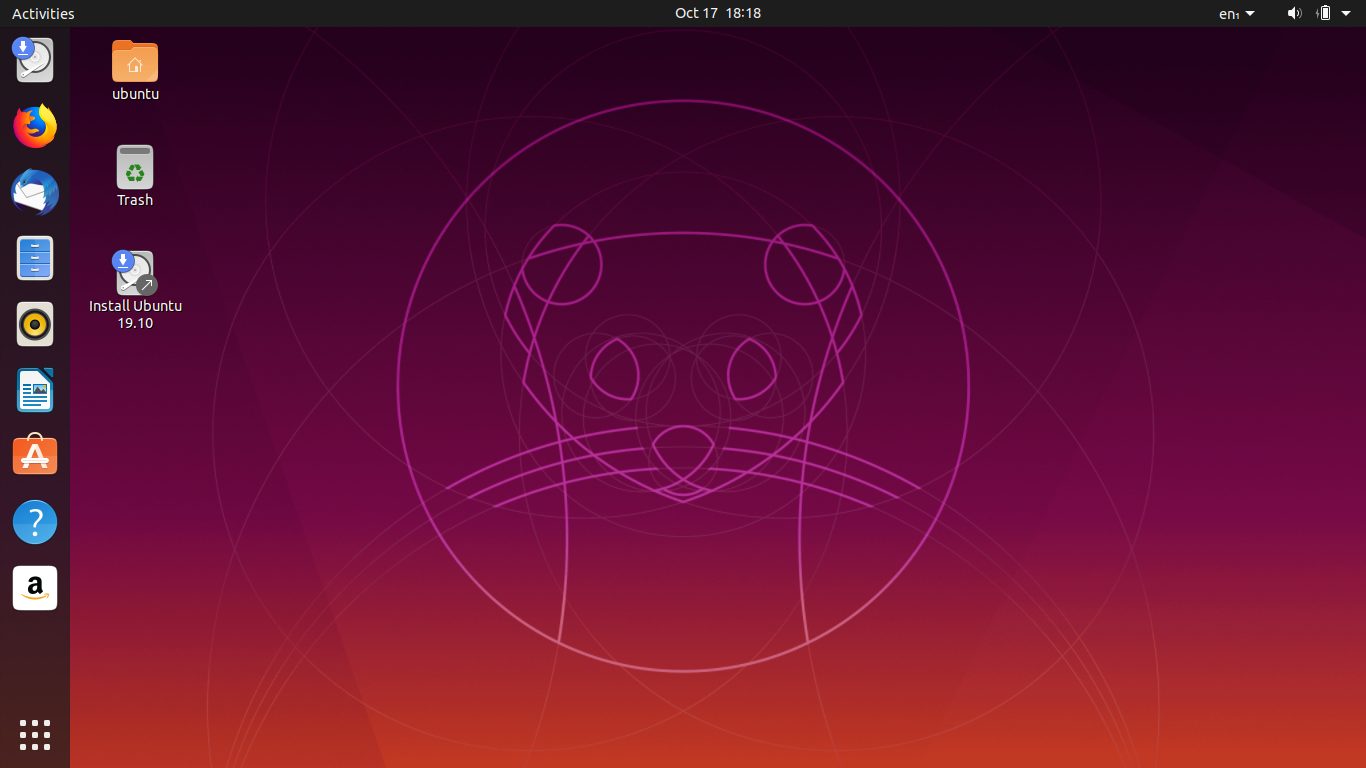
Ubuntu 19.10
«Eoan Ermine»

### 19.10
Ubuntu 19.10 «Eoan Ermine» (рус. «Рассветный Горностай») вышла 17 октября 2019 года. Главные изменения:
- ядро Linux 5.3;
- добавлена экспериментальная поддержка файловой системы ZFS при установке Ubuntu;
- драйверы для видеокарт Nvidia теперь встроены в образ и могут быть установлены без подключения к интернету;
- оболочка GNOME 3.34.

Поддержка Ubuntu 19.10 была завершена 17 июля 2020 года.

### 20.04 LTS

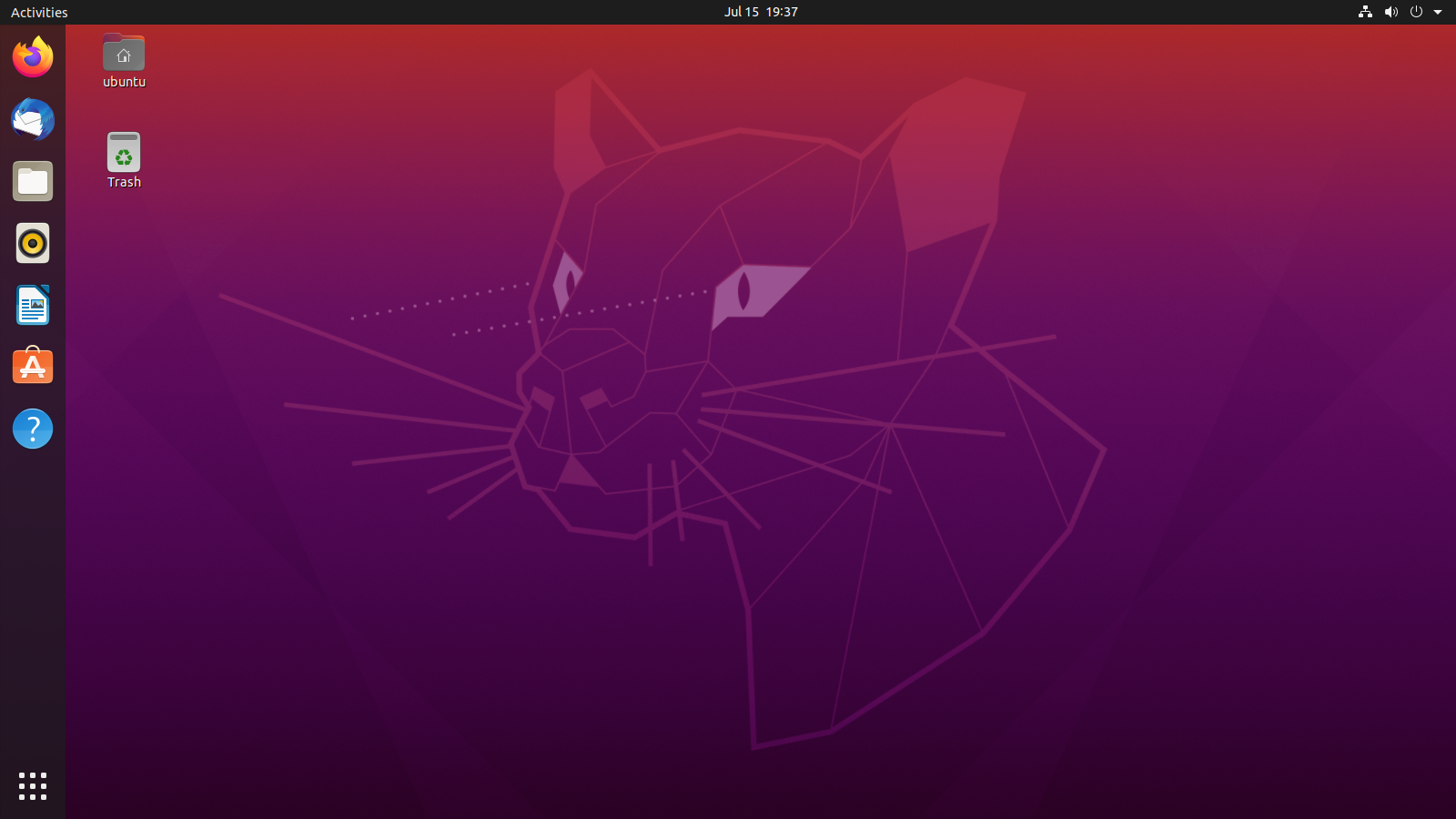
Ubuntu 20.04 LTS
«Focal Fossa»

Ubuntu 20.04 LTS «Focal Fossa» (рус. «Фокусная Фосса»), тридцать второй выпуск Ubuntu и восьмой LTS-релиз, вышел 23 апреля 2020 года. Главные изменения:
- ядро Linux 5.4 с поддержкой VPN WireGuard и файловой системы exFAT;
- добавлен режим «не беспокоить», отключающий уведомления;
- обновлена стандартная тема оформления Yaru;
- добавлен тёмный вариант интерфейса;
- новый экран блокировки.

### 20.10

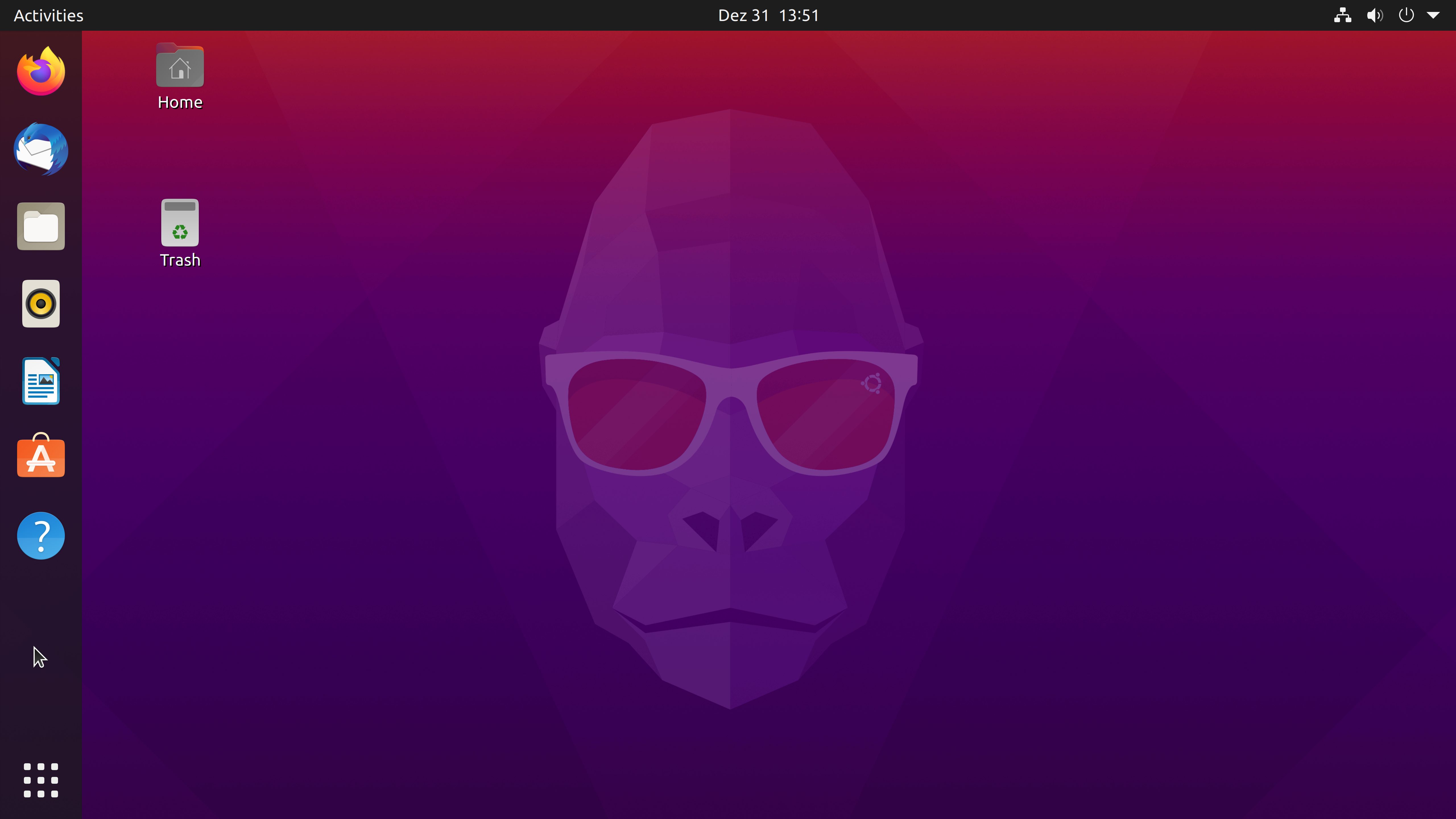
20.10

Релиз Ubuntu 20.10 «Groovy Gorilla» (рус. «Заводная Горилла»), тридцать третий выпуск Ubuntu, вышедший 22 октября 2020 года.

### 21.04
Ubuntu 21.04 «Hirsute Hippo» (рус. «Волосатый Бегемот»), вышла 22 апреля 2021 года

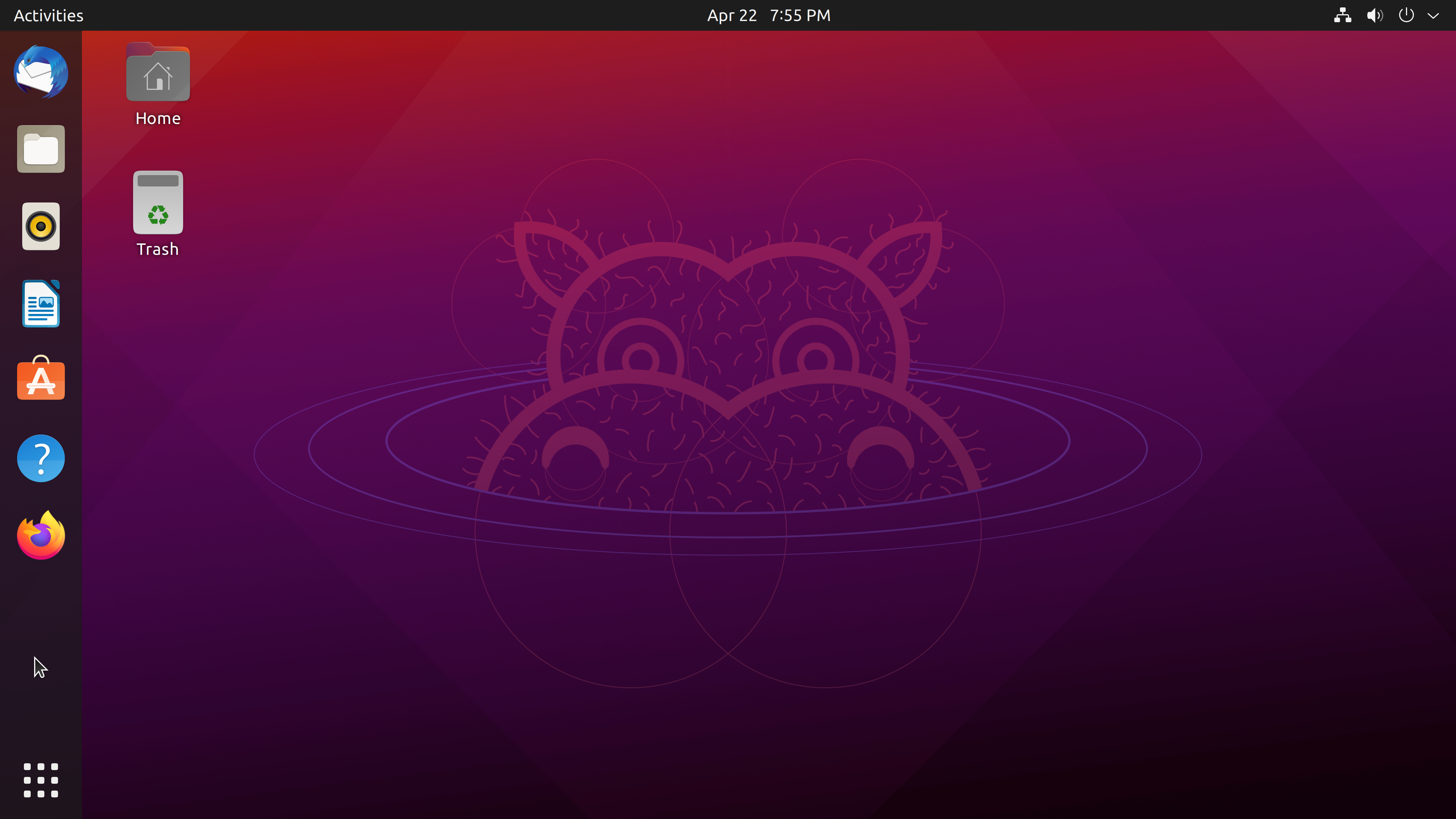
21.04

### 21.10
Ubuntu 21.10 «Impish Indri» (рус. «Озорной Индри»), появилась 14 октября 2021 года

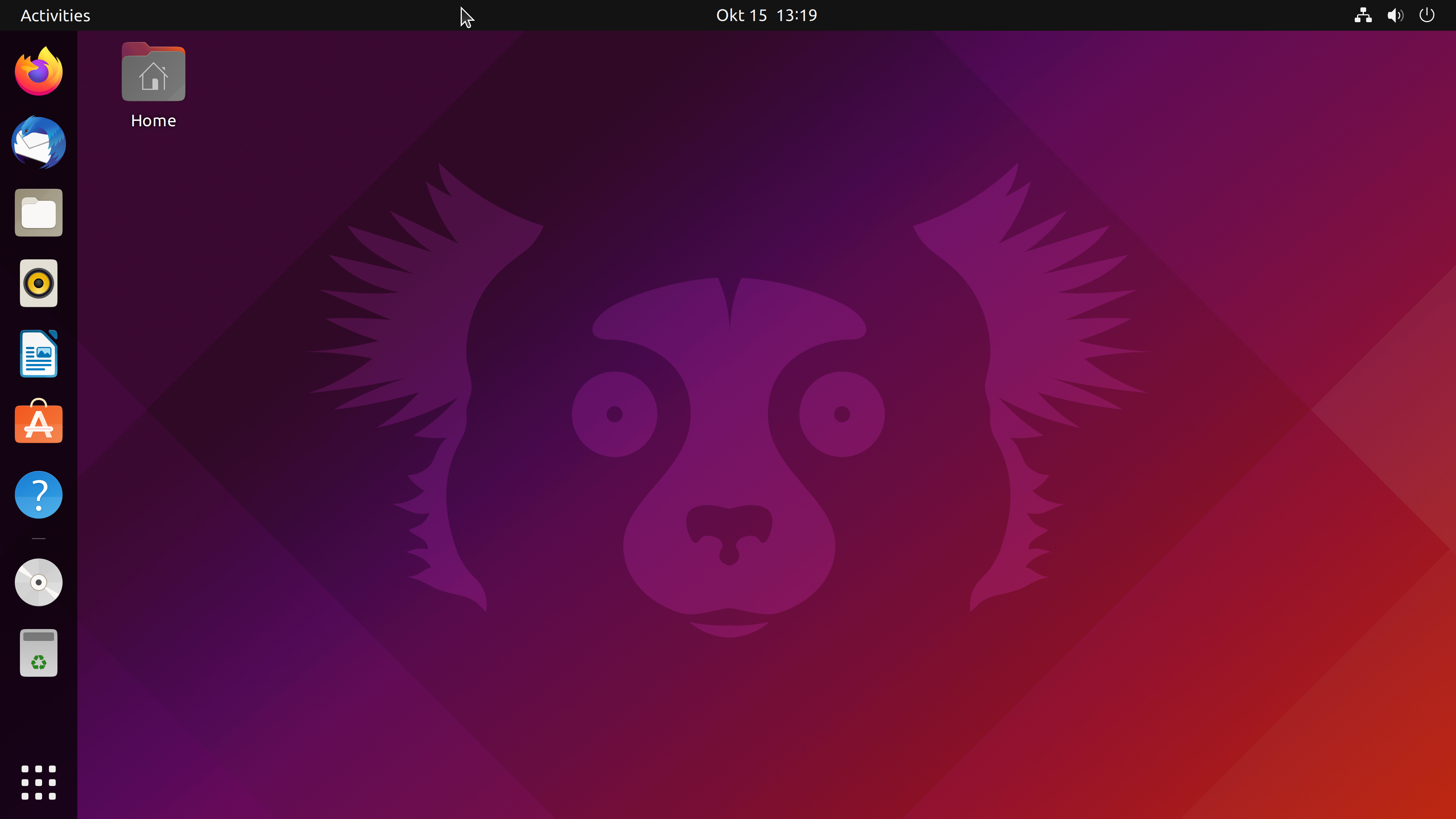
21.10

### 22.04 LTS
Ubuntu 22.04 «Jammy Jellyfish» (рус. «Везучая Медуза»), появилась 21 апреля 2022 года
- Gnome 42
- Новый Dock
- Акцентные цвета и тёмный режим
- Новый инструмент для скриншотов
- Улучшенная поддержка Raspberry Pi (оптимизация и работа с моделями от 2Гб ОП)
- Встроенное подключение по протоколу RDP
- Ядро Linux 5.15, включая улучшения для используемой по умолчанию файловой системы Ext4, новый драйвер NTFS3, встроенный сервер SMB, поддержку нового оборудования, улучшение производительности, поддержку SoC Apple M1 и обновление для множества драйверов

### 22.10
Ubuntu 22.10 «Kinetic Kudu» (рус. «Кинетический Куду»), появился 20 октября 2022 года. Главные изменения:
- Быстрые настройки для включения/выключения Wi-Fi, Bluetooth, VPN, ночной подсветки, темной темы и авиарежима;
- Обновленные настройки системы, включая настройки иконок рабочего стола и дока;
- Улучшенное поведение дока для окон одного приложения;
- Обновленный Наутилус;
- Новый Мультимедийный фреймворк PipeWire;
- Поддержка формата изображений WebP;
- Ядро Linux 5.19;
- Обновленная версия оконного менеджера Mutter, включающую поддержку высокоточной прокрутки, прямого вывода на дисплей («direct scanout») для многомониторных конфигураций и однопиксельных буферов («single pixel buffer»);
- GNOME Shell 43 теперь загружает только те расширения, которые используются в текущей сессии. Уведомления системы больше не пропадают при смене фокуса окна, а для меню приложений по умолчанию отображаются стрелки навигации. В режиме Обзора превьюшки приложений теперь отображаются более резко. Обеспечена поддержка новых emoji-символов Юникода. Также улучшена скорость отрисовки на 15 %;
- Вместо Gedit теперь поставляется другой текстовый редактор «Text Editor».

### 23.04
Ubuntu 23.04 «Lunar Lobster» (рус. «Лунный Омар»), появился 20 апреля 2023 года. Главные изменения:
- GNOME 44;
- Ядро Linux 6.2;
- Прекращение поддержки Flatpak в базовой поставке;
- Новый установщик Ubuntu Desktop по умолчанию.

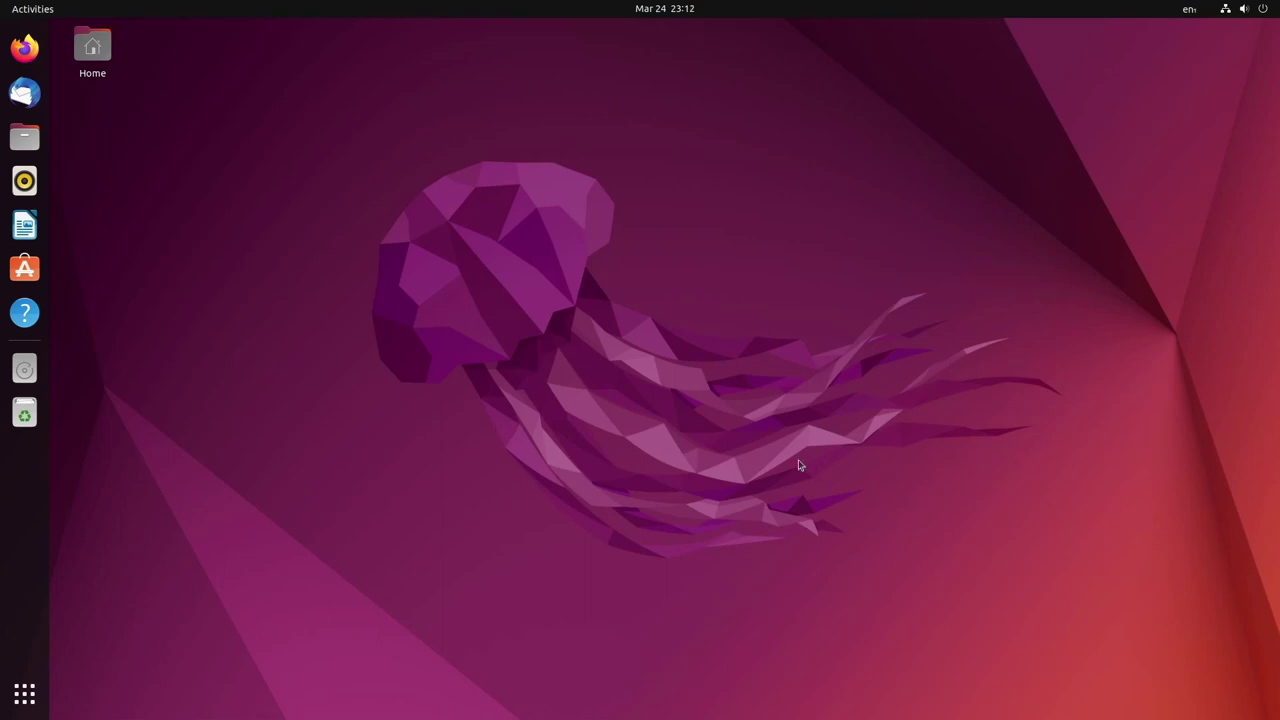
22.04

## История версий стандартного ПО
| Выпуск | Системообразующие        | Системообразующие    | Системообразующие               | Системообразующие | Рабочий стол | Рабочий стол | Рабочий стол | Рабочий стол | Рабочий стол | Рабочий стол | Рабочий стол |
| Выпуск | Linux (ядро)             | X.Org Server / X.Org | Python 2 / 3                    | Perl              | GNOME        | Firefox      | OpenOffice   | LibreOffice  | GIMP         | Pidgin       | PiTiVi       |
| ------ | ------------------------ | -------------------- | ------------------------------- | ----------------- | ------------ | ------------ | ------------ | ------------ | ------------ | ------------ | ------------ |
| 4.10   | 2.6.8                    | (XFree86 4.3)        | 2.3.4                           | 5.8.4             | 2.8          | 0.9          | 1.1.2        | н/д          | 2.0.2        | 1.0.0        | н/д          |
| 5.04   | 2.6.10                   | (6.8.2)              | 2.4.1                           | 5.8.4             | 2.10         | 1.0.2        | 1.1.3        | н/д          | 2.2.2        | 1.1.4        | н/д          |
| 5.10   | 2.6.12                   | (6.8.2)              | 2.4.2                           | 5.8.7             | 2.12         | 1.0.7        | 2.0          | н/д          | 2.2.8        | 1.5.0        | н/д          |
| 6.06   | 2.6.15                   | 1.0.2 / 7.0.0        | 2.4.2                           | 5.8.7             | 2.14         | 1.5.3        | 2.0.2        | н/д          | 2.2.11       | 1.5.0        | 0.10.0       |
| 6.10   | 2.6.17                   | 1.1.1 / 7.1.1        | 2.4.3                           | 5.8.8             | 2.16         | 2.0.0        | 2.0.4        | н/д          | 2.2.13       | 2.0b3        | 0.10.1       |
| 7.04   | 2.6.20                   | 1.2.0 / 7.2          | 2.5.1rc1                        | 5.8.8             | 2.18         | 2.0.3        | 2.2.0        | н/д          | 2.2.13       | 2.0b6        | 0.10.2       |
| 7.10   | 2.6.22                   | 1.3.0 / 7.2          | 2.5.1                           | 5.8.8             | 2.20         | 2.0.6        | 2.3.0        | н/д          | 2.4.0rc3     | 2.2.1        | 0.10.3       |
| 8.04   | 2.6.24                   | 1.4.1 / 7.3          | 2.5.2                           | 5.8.8             | 2.22         | 3.0b5        | 2.4.0        | н/д          | 2.4.5        | 2.4.1        | 0.11.1       |
| 8.10   | 2.6.27                   | 1.5.2 / 7.4          | 2.5.2                           | 5.10.0            | 2.24         | 3.0.3        | 2.4.1        | н/д          | 2.6.1        | 2.5.2        | 0.11.1       |
| 9.04   | 2.6.28                   | 1.6.0 / 7.4          | 2.6.2 / —                       | 5.10.0            | 2.26         | 3.0.8        | 3.0.1        | н/д          | 2.6.6        | 2.5.5        | 0.11.3       |
| 9.10   | 2.6.31                   | 1.6.4 / 7.4          | 2.6.4rc1 / —                    | 5.10.0            | 2.28         | 3.5.3        | 3.1.1        | н/д          | 2.6.7        | 2.6.2        | 0.13.3       |
| 10.04  | 2.6.32 (DRM from 2.6.33) | 1.7.6 / 7.5          | 2.6.5 / —                       | 5.10.1            | 2.30         | 3.6.3        | 3.2.0        | н/д          | 2.6.8        | 2.6.6        | 0.13.4       |
| 10.10  | 2.6.35                   | 1.9.0 / 7.5          | 2.6.6 / —                       | 5.10.1            | 2.32         | 3.6.10       | 3.2.1        | н/д          | 2.6.10       | 2.7.3        | 0.13.5       |
| 11.04  | 2.6.38                   | 1.10.1 / 7.6         | 2.7.1 / —                       | 5.10.1            | 2.32.1       | 4.0          | н/д          | 3.3.2        | 2.6.11       | 2.7.11       | 0.13.5       |
| 11.10  | 3.0                      | 1.10.4 / 7.6         | 2.7.2 / —                       | 5.12.4            | 3.2          | 7.0          | н/д          | 3.4.3        | 2.6.11       | 2.10.0       | 0.15         |
| 12.04  | 3.2                      | 1.11.4 / 7.6         | 2.7.3 / —                       | 5.14.2            | 3.4.1        | 11.0         | н/д          | 3.5.2        | 2.6.12       | 2.10.3       | 0.15         |
| 12.10  | 3.5                      | 1.13 / 7.7           | 2.7.3 / 3.2.3                   | 5.14.2            | 3.6.0        | 16.0         | н/д          | 3.6.2        | 2.8.2        | 2.10.6       | 0.15.2       |
| 13.04  | 3.8                      | 1.13 / 7.7           | 2.7.4 / 3.3.1                   | 5.14.2            | 3.6.2        | 20.0         | н/д          | 4.0.2        | 2.8.4        | 2.10.7       | 0.15.2       |
| 13.10  | 3.11                     | 1.14.3 / 7.7         | 2.7.5 / 3.3.2                   | 5.14.2            | 3.8.2        | 24.0         | н/д          | 4.1.0.4      | 2.8.6        | 2.10.7       | 0.15.2       |
| 14.04  | 3.13                     | 1.15.1 / 7.7         | 2.7.5 / 3.4.0                   | 5.18.2            | 3.8.2.1      | 28.0         | н/д          | 4.2.7.2      | н/д          | н/д          | н/д          |
| 14.10  | 3.16                     | 1.16.0 / 7.7         | 2.7.8 / 3.4.2                   | 5.20.1            | 3.12.2       | 33.0         | н/д          | 4.3.2        | н/д          | н/д          | н/д          |
| 15.04  | 3.19                     | 1.17.1 / 7.7         | 2.7.9 / 3.4.3                   | 5.20.2            | 3.14.2       | 37.0         | н/д          | 4.4.2.2      | н/д          | н/д          | н/д          |
| 15.10  | 4.2                      | 1.16.0 / 7.7         | 2.7.9 / 2.7.10 / 3.4.3 / 3.5.0  | 5.20.2            | 3.16         | 41.0         | н/д          | 5.0.2        | н/д          | н/д          | н/д          |
| 16.04  | 4.4                      | 1.18 / 7.7           | 2.7.11 / 3.5.1                  | 5.22.1            | 3.18         | 45.0         | н/д          | 5.1.3        | 2.8.16       | 2.10.12      | 0.95         |
| 16.10  | 4.8                      | 1.18.4 / 7.7         | 2.7.11 / 2.7.12 / 3.5.1 / 3.5.2 | 5.22.2            | 3.22         | 49.0         | н/д          | 5.2.2        | 2.8.18       | 2.10.12      | н/д          |
| 17.04  | 4.10                     | 1.19 / 7.7           | 2.7.13 / 3.5.3                  | 5.24.1            | 3.24         | 53.0         | н/д          | 5.3.1        | 2.8.20       | 2.12.0       | 0.98-1.1     |
| 17.10  | 4.13                     | 1.19.5 / 7.7         | 2.7.14 / 3.6.3                  | 5.26.0            | 3.26.2       | 57.0.4       | н/д          | 5.4.2        | н/д          | н/д          | н/д          |
| 18.04  | 4.15                     | 1.19.6 / 7.7         | 2.7.15~rc1 / 3.6.5              | 5.26.1            | 3.28.1       | 59.0.2       | н/д          | 6.0.3        | н/д          | н/д          | н/д          |
| 18.10  | 4.18                     | 1.20.1 / 7.7         | — / 3.6.6 / 3.6.7~rc1           | 5.26.2            | 3.30.1       | 63.0         | н/д          | 6.1.2        | н/д          | н/д          | н/д          |
| 19.04  | 5.0                      | 1.20.4 / 7.7         | — / 3.7.3                       | 5.28.1            | 3.32         | 66.0.3       | н/д          | 6.2.2        | н/д          | н/д          | н/д          |
| 19.10  | 5.3                      | 1.20.5 / 7.7         | — / 3.7.5 / 3.7.5~rc1           | 5.28.1            | 3.34         | 69.0.3       | н/д          | 6.3          | н/д          | н/д          | н/д          |
| 20.04  | 5.4                      | 1.20.8 / 7.7         | — / 3.8.2                       | 5.30              | 3.36.1       | 75.0         | н/д          | 6.4.2        | н/д          | н/д          | н/д          |
| 20.10  | 5.8                      | 1.20.9 / 7.7         | — / 3.9.0                       | 5.30.3            | 3.38         | 82.0         | н/д          | 7.0.2        | н/д          | н/д          | н/д          |
| 21.04  | 5.11                     | 1.20.11 / 7.7        | — / 3.9.4                       | 5.32.1            | 3.38.4       | 87.0         | н/д          | 7.1.2.2      | н/д          | н/д          | н/д          |
| 21.10  | 5.13                     | 1.20.13 / 7.7        | — / 3.9.7                       | 5.32.1            | 40.5         | 93.0         | н/д          | 7.2.1.2      | н/д          | н/д          | н/д          |
| 22.04  | 5.15                     | 1.21.1.3 / 7.7       | — / 3.10.4                      | 5.34.0            | 42.0         | 99.0.1       | н/д          | 7.3.2.2      | н/д          | н/д          | н/д          |
| 22.10  | 5.19                     | 1.21.1.4 / 7.7       | — / 3.10.7                      | 5.34.0            | 43.0         | 106.0        | н/д          | 7.4.2.3      | н/д          | н/д          | н/д          |
| 23.04  | 6.2                      | 1.21.1.7 / 7.7       | — / 3.11.2                      | 5.36.0            | 44.0         | 111.0        | н/д          | 7.5.2.1      | н/д          | н/д          | н/д          |
| Выпуск | Linux (ядро)             | X.Org Server / X.Org | Python 2 / 3                    | Perl              | GNOME        | Firefox      | OpenOffice   | LibreOffice  | GIMP         | Pidgin       | PiTiVi       |

 x.y*  — нестабильные альфа, бета или релиз-кандидат версии.

 x.y.z  — приложения, не устанавливаемые по умолчанию.
Каждый выпуск Ubuntu сопровождается новыми версиями среды рабочего стола GNOME или Unity (в версиях 11.04—17.04, исключение — Edubuntu, в ней Unity+Fallback).